# Influencia de la prensa de Lima en la opinión pública del Perú
Los medios de masas, denominados desde el coloquio como medios tradicionales, especialmente en el ámbito político, ejercen una fuerte influencia en Perú. En un inicio, la comunicación esporádica de sucesos religiosos afectaba la opinión pública previo a la independencia. Gazeta de Gobierno de Lima surgió como uno de los primeros medios a través del cual el gobierno colonial español del Virreinato del Perú dominaba la percepción de la población con el objetivo de evitar sublevación alguna contra el régimen. Posteriormente, con la masificación de los medios de comunicación a finales del siglo XIX, El Comercio, diario conocido por su apoyo político al conservadurismo, fue el mayor representante de la época y respaldó el statu quo de la política nacional y los comicios presidenciales. Su influencia en el conservadurismo se mantuvo con el tiempo, y resaltó su postura contra partidos políticos no afines a su editorial, como el APRA.

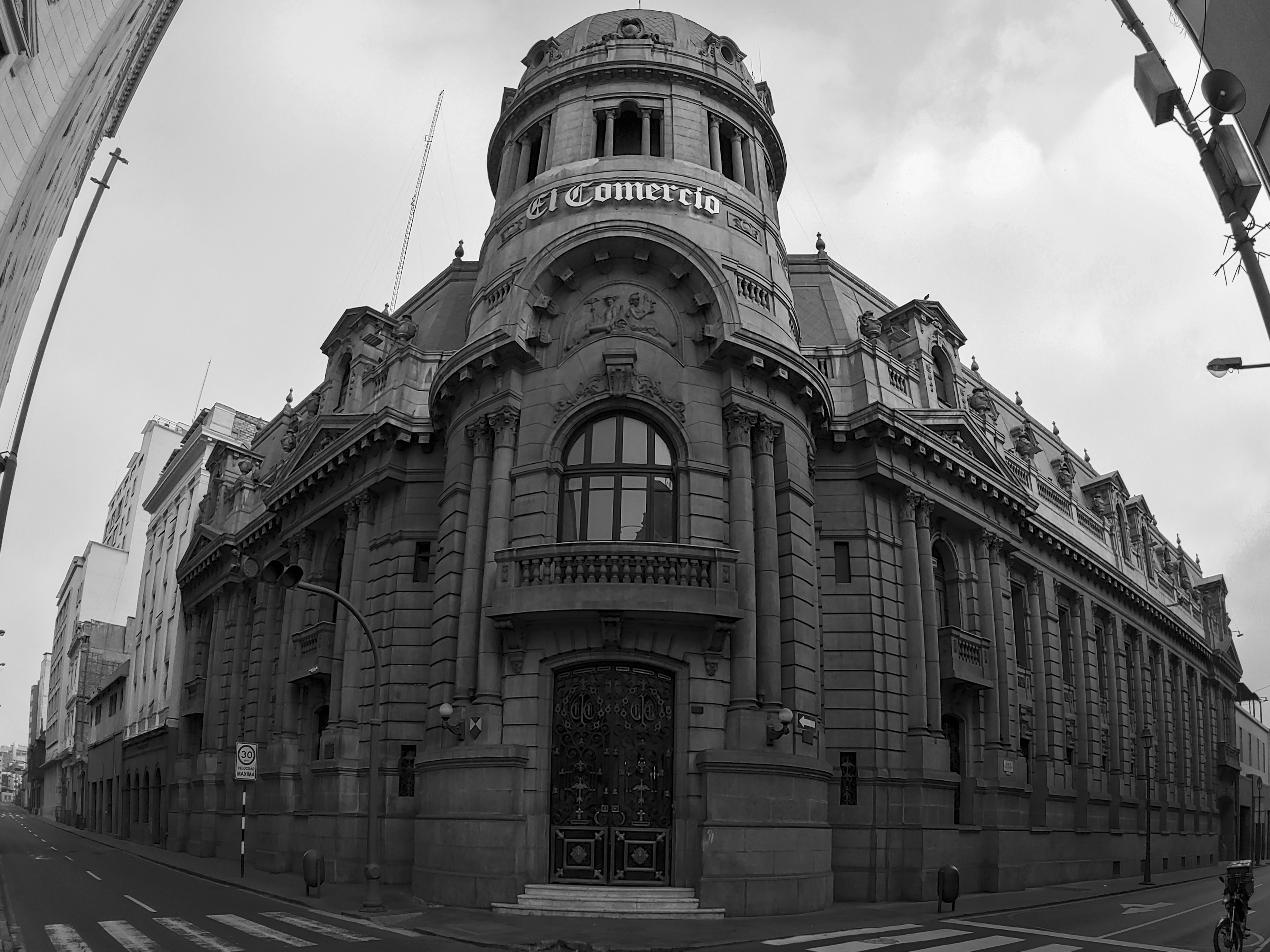
El edificio del diario limeño El Comercio, uno de los más influyentes en la prensa escrita del país. Este medio recibió acusaciones de falta de pluralidad en sus coberturas debido a su defensa de lo empresarial.

En los primeros años de la época republicana, los diarios fueron mayormente mostrados como voceros calificados de la opinión pública, representada por la élite intelectual y empresarial. Esto cambió con la llegada de agencias de sondeos de opinión a mediados del siglo XX. Por primera vez, los medios escritos recurrieron a los Índices U para entender a un público más amplio, y Panamericana y Caretas hicieron lo mismo para las elecciones generales de 1962. La influencia de los medios en la opinión pública sufrió cambios significativos con la llegada del Velascato (1968-1975), cuando el gobierno confiscó los medios para fines políticos; sin embargo, la comunicación institucional perdió relevancia a finales de la Década Perdida (1980). Una vez más, la influencia cambió significativamente con el Fujimorato (1990-2000); cuando la prensa se limitó a elaborar sondeos de índices de aprobación y desaprobación acerca del gobierno de turno (según la organización nacional Veeduría Ciudadana), y parte de ella fue utilizada para hacer propaganda. Para finales del siglo XX, las fuentes para comprender la situación democrática aún cuentan con circulación nacional y operan desde Lima, La República y El Comercio, bajo diferentes espectros políticos (que definieron como izquierda comprometida y derecha conservadora, respectivamente).
Para el siglo XXI, la consolidación de los medios de comunicación marcó su propia influencia de la opinión pública, siendo los medios especializados los más importantes en apreciar la realidad nacional por medio de sus editoriales, a diferencia del más reciente corte popular.  Derivado de la crisis de partidos ocurrido en el gobierno de Fujimori, el interés de fiscalizar recayó en los medios de comunicación, cuyo poder mediático de organizaciones políticas e instituciones estatales se perdió con el tiempo. Sin embargo, el sesgo editorial se presenta con notoriedad en la televisión comercial, en que algunos canales recibieron dinero del Fujimorato.
En las elecciones de 2011 se evidenció una campaña dirigida contra la izquierda política, mientras que en 2016 se observó una clara preferencia hacia los candidatos de derecha. Durante las elecciones presidenciales de 2021, los medios de comunicación tradicionales ejercieron una presión editorial anticomunista en apoyo a Keiko Fujimori. El Tribunal de Ética del Consejo de la Prensa Peruana destacó los «graves daños» causados por estas influencias a la confianza ciudadana en la prensa nacional, y puso como ejemplo los canales del Grupo Plural TV (del Grupo El Comercio). La corrosión de la credibilidad de los medios ha sido constante a lo largo de la crisis política en curso. Después de la destitución de Pedro Castillo en 2022 y la convulsión social que provocó, un informe de 2023 del Reuters Institute for the Study of Journalism afirmó un aumento de la crítica hacia los medios (53 %). Este hallazgo indica que el nivel de desconfianza del público peruano es notablemente elevado en comparación con el de otras sociedades de América Latina.
En el sentido más tradicionalista, se valoró la concentración de la editorial conservadora de la prensa de Lima en sus coberturas nacionales al estar liderada por grandes empresas. Es por lo cual que el historial de tratamiento parcializado por parte de los medios capitalinos ha sido objeto de una considerable interpretación y escrutinio académicos. Estas preocupaciones incluyen el tratamiento negativo de la diversidad temática en la esfera pública, tanto de los manifestantes como de su identidad autóctona, cuestionando si dichos temas son verdaderamente de interés «nacional». Adicionalmente, la crítica incluye el enfoque centralista en las noticias, con medios como la televisión y los periódicos que muestran una marcada falta de interés en visibilizar la población indígena. En particular, la profesora Paula Muñoz de la Universidad del Pacífico destacó que las principales organizaciones privadas de medios y conglomerados han asumido que los ciudadanos solo buscan distracción en detrimento de su deber de proporcionar información política de alta calidad y fomentar el discurso público. Teresa Quiroz de la Universidad de Lima también observó que los temas políticos han perdido espacio en los medios de comunicación en favor del entretenimiento, mientras que Mirko Lauer presenció que la influencia para tomar decisiones electorales no trasciende a otras regiones del país.
Existen excepciones notables de TV Perú (con matices a causa de su dependencia oficialismo-IRTP), responsable de ofrecer información en lenguas indígenas con cobertura interregional desde mediados de los años 2010, y el entonces independiente Canal N para inicios de los años 2000.
Por otro lado, los medios locales, particularmente aquellos que operan en áreas rurales, han demostrado una fuerte dependencia del gobierno en materia de comunicaciones regionales. Esto plantea interrogantes adicionales sobre el desarrollo crítico y el interés de estos medios en abordar temas políticos. En consecuencia, resulta imperativo evaluar la imparcialidad y la perspectiva diversa de los medios de comunicación, garantizando así una cobertura inclusiva y representativa que aborde diversos aspectos e intereses públicos. A pesar de ello, se formaron medios con enfoque descentralizado. Entre los más importantes estaban Enlace nacional, a finales de los años 2000; así como estrategias de comunicación independiente iniciando los años 2020, en que lleva la denominación de «prensa alternativa», surgida por el gobierno de Pedro Castillo, época que las redes sociales como TikTok se volvieron mayores fuentes de consumo de noticias.

## Influencia de la prensa limeña como medio político en el sigloXIX

### Desarrollo de la opinión pública en los primeros años de la república
En la segunda década del siglo XIX, floreció el periodismo de ideas liberales a partir del impacto de la Constitución de Cádiz en España, a pesar de su precaria situación del periodismo doctrinario entre 1811 y 1815. Luego, Gaspar Rico junto a otros representantes del periodismo doctrinario participaron en el acta de independencia del país.
En ese momento, surgieron el Diario Secreto y El Peruano (1811-1812) como medios de propagación de ideas políticas contra el virreinato por parte de escritores anónimos.  Este último fue uno de los que denunciaba a «las personas vulgarmente llamadas poderosas, como si lo fuese alguna sin el concierto o apoyo de la opinión pública»; sin embargo, su continuación fue cancelada debido a la rebeldía de su fundador Gaspar Rico.
Por otro lado, surgió el primer medio que influyó en la opinión pública a nivel nacional, la Gaceta de Gobierno de Lima (1810-1821), que no debe confundirse con la antecedida Gaceta de Lima. Basado en la Minerva Peruana, inicialmente tuvo ideas oficialistas a favor de José Fernando de Abascal, pero finalmente buscó conectarse con la élite y la población general entre 1815 y 1820. Solo se suscribieron 130 personas.
Aun así, entre 1821 y 1823, las gacetas de Lima y otras ciudades del formado Perú estuvieron marcadas contra el liberalismo hispánico, pero estuvieron contrastadas por diarios que favorecían ideas conservadoras en el instalado protectorado de José de San Martín. Así fue el caso de La Abeja Republicana, que contó a sus colaboradores Francisco Javier Mariátegui y José Fasuto Sánchez Carrión. El medio se destacó por mostrar una postura en contra de la constitución de Cádiz como también del Antiguo Régimen. Gaspar Rico seguía proponiendo ideas para incitar con la opinión pública, como pasó con el ejemplar de El Depositario.

### Años 1840-1890
El Comercio, creado en 1839, marcó un antecedente en el periodismo doctrinario que apenas se desarrollaba en el país. Fue uno de los primeros diarios en tener y dinamizar una perspectiva política, cuando otros medios de la época se habían asentado en temas de entretenimiento y locales. Supuso un hito establecer un foco de posturas conservadoras y liberales en la década de 1850, detonado por la guerra civil, aunque su editorial se orientó en los primeros años a lo liberal. Con el tiempo, ese diario ganó fama por narrar los acontecimientos de España.  Sin embargo, fue muy criticado por Manuel González Prada, quien lo calificó como «el reo condenado por la opinión pública».
El Comercio tuvo cierto apoyo en temas de derechos humanos cuando en 1853 incluyó en su distribución fascículos de La cabaña del tío Tom. En 1867, el indigenista Juan Bustamante fundó con un grupo de la élite profesional, política y económica de Lima la Sociedad Amiga de los Indios. Uno de los miembros fue el director chileno del diario Manuel Amunátegui y Muñoz, antes de ceder la propiedad a la futura familia Miró Quesada. Amunátegui inició una campaña de información y debate sobre la situación de la vida indígena en el país a causa de la sublevación en las provincias de Puno. El diario destacó como principal vocero para fomentar un puente de diálogo entre el gobierno y los manifestantes.
Con la ocupación de Lima por el ejército chileno, el formado boletín El Peruano animó a los limeños a tomar la calma, mientras que El Comercio repudió a tal evento.

## Influencia de la prensa limeña como medio político en el sigloXX

### Años 1900-1960
En las elecciones de 1899, El Comercio respaldó al candidato cívico-demócrata Eduardo López de Romaña por considerarlo una figura que resguardaba el statu quo, mientras compitió con periódicos de prensa política como El Germinal, La Integridad y el Libre Pensamiento.  Para los siguientes años, El Comercio le acompañó a dos competidores ubicados en Lima: la conservadora La Prensa, que marcó el sector agrario, y La Crónica, que defendió los intereses empresariales de la familia Prado. Estos tres diarios permanecieron con un tiraje mayor a cien mil hacia los años 1970.
El Comercio fue uno de los medios para el público de ingresos medios a altos referentes en la República Aristocrática. Este medio obtuvo vínculos con la Universidad Nacional Mayor de San Marcos con el apoyo deportivo que tuvieron en común. También se vinculó con el Partido Civil, lo que ganó relevancia por su representación oligárquica y apoyo a movimientos conservadores. Dos de sus directores fueron parte del grupo político informal «Los veinticuatro amigos». Pasada la época aristocrática, continuó como uno de los más influyentes en el Oncenio de Leguía, a pesar de su acoso, y fue determinante en su toma de decisiones para los años 1950. Adicionalmente, según la revista Presente, El Comercio estuvo vinculado con el mandato de Manuel Odría.
En cambio, La Prensa permaneció bajo el control del gobierno de Leguía, y en 1959 su principal director, Pedro Beltrán Espantoso, se volvió en primer ministro de Manuel Prado.  Además, la televisión y la radio empezaron a concebir su propia voz en 1960, cuando la nueva ley de prensa permitió el uso de editorial. Para 1968 los empresarios Miró Quesada, Beltrán Espantoso, Manuel Ulloa, Banchero Rossi y los Prados tuvieron mayor protagonismo en los diez periódicos más influyentes de la época, según la revista argentina Crisis.

#### La crisis política de los años 1930
El diario que estaría bajo el mando de la futura familia Miró Quesada respaldó a Luis Sánchez Cerro durante el golpe de Estado de 1930. De hecho, con el respaldo de Sánchez Cerro, el diario fue enemigo del APRA. El medio, bajo una postura liberal en el ámbito económico, pero conservadora en lo social, lanzó desde su editorial una campaña negativa contra el partido político acusado de «subversivos». Su punto álgido comprendió entre 1931 y 1933, etapa que Sánchez Cerro gobernó constitucionalmente hasta su asesinado, en que el medio calificó de «aprocomunismo».
Como muestra de rechazo hacia el periódico, el APRA respondió denunciando a la familia Miró Quesada por estar en contra de ideas nacionalistas. Aunque contó con su propio medio, La Tribuna, la situación se tensó aún más cuando sus simpatizantes lograron asesinar a su director Antonio Miró Quesada de la Guerra en 1935. El Comercio insistió en apoyar en fórmulas presidenciales como la de José Quesada Larrea y Luis Flores.
Para 1936, los medios escritos permanecían como influyentes que la emergente radio. La Crónica y El Universal apoyaron al candidato Manuel Prado; La Prensa, con Manuel Vicente Villarán. Mientras El Comercio continuó oponiéndose con el APRA (al igual que La Prensa años posteriores), cuando este partido tenía varios medios emitidos desde la clandestinidad. En 1937 la ley de prensa (8528) excluyó de derechos de libertad de expresión a cualquier publicación en donde aparecen ideas tildadas de «comunistas».

### Años 1960-1970
El Diario fue uno de los primeros medios en publicar sondeos de intención de voto sobre los candidatos en las elecciones generales de 1962. Panamericana y Caretas también lo hicieron cuando contrataron a la empresa Índices U, aunque no contó con alguien que interpretara seriamente los resultados. Los resultados de Índices U fueron determinantes para el golpe de Estado por parte de la Junta Militar, como respuesta a las acusaciones de fraude electoral de ese año.
En las elecciones generales de 1963, casi un año después del golpe, El Comercio y Expreso (de postura más liberal) mostraron su interés por la presidencia de Fernando Belaúnde, quien ganó las elecciones.
En 1967, Panamericana emitió el primer debate televisivo para la alcaldía de Lima. Se trataría de otra iniciativa para conocer el comportamiento de los candidatos, que en ese entonces eran Jorge Grieve Madge y Luis Bedoya Reyes.
En 1968 se produjo un nuevo golpe de Estado y el gobierno militar de Juan Velasco Alvarado. En los primeros años, Expreso ya se había inclinado hacia los oficialistas, contaba con un grupo de intelectuales e incluso compartía material educativo con la población. El resto de la prensa atravesó paulatinamente una tendencia más socialista a causa de la confiscación de medios por parte del gobierno mencionado y de los diferentes sectores a los que pertenecía cada medio de comunicación. El gobierno tenía la idea de que los medios «no fueran voceros y defensores de intereses minoritarios y, con mucha frecuencia, de intereses antinacionales y antipopulares».
La estrategia del gobierno de Velasco de dominar los medios de comunicación degradó incluso la imagen corporativa de los canales televisivos y estaciones radiales y fomentó la labor educativa en los mismos. Según Manuel Lajo Lazo, el gobierno quiso cambiar la opinión pública supuestamente influenciada por «grupos oligárquicos», en alusión a empresarios y grupos de poder que ejercían la libertad de expresión. El periodista Guillermo Thorndike señaló que la confiscación de la prensa fue el motivo por el que el público aprendió a distinguir qué es noticia y qué es proselitismo difundido por el gobierno.
Mientras que algunos fueron confiscados, pero no expropiados en su totalidad, hubo una ocasión en que se apostaba por un semanario de iniciativa privada sobre realidad política, como Quipu (de América Televisión) en 1972. Así pues, Quipu (producida por la argentina Bianca Casagrande) habría sido el único programa de debate de izquierda política con mayor popularidad en la historia de la televisión peruana. El semanario solo duró nueve meses.
Durante los gobiernos de Velasco y Francisco Morales Bermúdez, medios independientes dejaron de circular como Oiga y Caretas. En 1974, El Comercio, que siguió teniendo representación burguesa (según la revista argentina Crisis), compartía con otros medios bajo tendencias conservadoras como Última Hora y Correo. El diario decano recurrió a la empresa CPI para entender la situación real del gobierno y vaticinó que en 1978 se presenció la ausencia electoral para futuros comicios.
Con la confiscación de Velasco Alvarado, los partidos políticos tuvieron acceso gratis en sus espacios, privilegio que se limitó en la década de 1980 a solo medios del Estado.

### Años 1980
Para 1980, el Estado gestionaba nueve periódicos limeños y tres emisoras de televisión (canales 4, 5 y 7-9). Con la llegada de Belaúnde Terry al poder, Estado devolvió los medios intervenidos y buscó ofrecer un enfoque neutral al público en el momento de elegir candidatos. El periodista Alfonso Baella señaló que hubo incertidumbre en la transición a la democracia, «de un público que vivió desinformado durante una década».
Una vez restaurada la libertad de medios privados, América TV, Panamericana TV, El Comercio y Caretas recurrieron con frecuencia a la percepción de la opinión pública de sus ciudadanos. Esta estrategia, sin embargo, tuvo defectos. En 1982, Sinesio López alertó de que «la baja calidad de las pocas páginas editoriales pone en evidencia la fragilidad de la opinión pública peruana y la debilidad de la sociedad civil», que estuvo dominada por el diario El Comercio antes de la aparición del Diario de Marka. El Comercio tuvo que moderar su postura antiaprista con el cambio de directiva en 1985, que coincidió con la llegada de Alan García al Poder Ejecutivo.
En ese entonces, surgieron nuevos diarios orientados a la izquierda política. El Diario de Marka ocupó un lugar en la opinión pública desde este espectro. y posteriormente ocurrió lo mismo con La República, que intentó competir con El Comercio. El diario La República, que fue el único periódico que sobrevivió en la etapa de nuevos medios, se caracterizó por cubrir activamente eventos de organizaciones extremistas y por tener simpatía por el candidato presidencial de izquierda, Alan García. Cabe destacar que el siguiente representante de la izquierda Alfonso Barrantes contó con al menos dos diarios de respaldo.
Además de La República, según Álvaro Vargas Llosa, Caretas también mostró apoyo del nuevo oficialismo liderado por Alan García, pese a que un periodista de la revista, Gustavo Gorriti, fue amenazado posteriormente luego de investigar relaciones de narcotráfico con ese gobierno.
Por otro lado, desde el ámbito independiente, surgió Testimonio, el primer seminario que estuvo a cargo del líder de opinión César Hildebrandt. Hildebrandt fue crítico de los diarios que llevaban «opiniones homogeneizadas» y estuvieron «atentos a los intereses de los Estados Unidos», luego del periodo de confiscación de la década de 1970. No obstante, tendría protagonismo en la década de 1980 al igual que Jaime Bayly, que posteriormente sería considerado uno de los más influyentes en la Encuesta del Poder, y posteriormente crítico en diversos programas televisivos por sus denuncias hacia autoridades políticas a pesar de las quejas de editorial de los canales de televisión.
Hubo un momento en que la radio y la televisión elevaron el protagonismo de los mítines políticos de mediados de los años 1980. En el lado de la televisión, se destacó al televoto del noticiero de ATV, en el que el 54 % votó a favor del mandatario García, aunque no estuvo exento de errores, como la repetición de los votos.  De su parte, América Televisión apostó en el espacio Los caminos del poder, en que el conductor Alfonso Baella buscó renovar el esquema de las entrevistas sobre temas políticos. El programa fue determinante para conocer el desarrollo de los comicios de esa época.
El primer estudio por CPI en 1985, el entonces espacio Hildebrandt denominado Encuentro fue el más visto de los informativos de la televisión peruana, superando a su rival Panorama. Del segundo estudio por Apoyo Publicaciones (1988), cuando se realizó una encuesta con público al azar de Lima Metropolitana, Hildebrandt fue mencionado como el mejor recordado (26 % en general, además del 52 % del sector A), además de otros periodistas televisivos como Humberto Martínez Morosini y Roxana Canedo. También, de mencionado estudio de 1988 a 776 personas, El Comercio fue el tercero consultado por quienes buscan información (13 %), menos que los canales televisivos 2 (17 %) y 5 (18 %).

#### Cobertura del conflicto armado interno
La prensa cobró protagonismo en la época de terrorismo, siendo El Comercio un referente en la búsqueda de la verdad, basándose en la idea de informar sobre contexto de cada noticia.
En el informe final de la Comisión de la Verdad y Reconciliación resaltó el trato condenatorio de los diarios a los sucesos subversivos, «con matices según las inclinaciones políticas de cada [diario]». Estos matices se apreciaron en el tratamiento de los indígenas cercanos a la insurgencia terrorista. Un estudio de 2011 sobre la masacre de Uchuraccay señaló que El Comercio, La Prensa, Expreso y El Diario de Marka recurrieron al concepto del otro. Otro estudio, en 2013, la comunicadora Cristina Sevillano mostró que El Comercio solo se limitó a condenar los hechos de violencia en Uchiza, a diferencia de El Diario de Marka y de La República.
El entonces presidente Alan García pidió a los periodistas en 1987 para que moderaran su cobertura de los atentados terroristas perpetrados por organizaciones extremistas.

### Años 1990
Según Waisbord (1996) y Portocarrero (2000), El Comercio, La República y Expreso fueron las plataformas escritas más influyentes de la década, junto a las revistas Caretas, Oiga y Sí. Para 1996, según un estudio de la Universidad ESAN, El Comercio se posicionó comercialmente como «medio serio» por sus avisos clasificados y suplementos especializados. Además, el estudio consideró a La República como «diario de la polémica» y Expreso como «diario de abundante información». Cabe destacar que, de los tres diarios más influyentes, Expreso mantuvo una postura cercana al gobierno de turno hasta el final de la década, mientras que La República presentó tendencias más liberales, especialmente en su cobertura del sistema educativo durante la década de 1990, sin depender de una postura estatista.
Al inicio de la década de 1990, el Luis Esteban González Manrique (del diario El País) señaló que Alberto Fujimori había conseguido identificar la desconfianza ante los medios televisivos a los que no había asistido en ninguna de sus entrevistas. Aunque austero, Fujimori desplegó a grandes despliegues propagandísticos, que se conocieron como la «fujimorización». Para ganarse la confianza de los electores, Fujimori recurrió al boca a boca, que es el medio más efectivo para transmitir la verdad verdadera, en lugar de las verdades oficiales. Los mensajes de Fujimori también se compartieron por escrito a través del diario Página Libre.
Alberto Fujimori compitió con el escritor Mario Vargas Llosa, quien recurrió nuevas estrategias comunicativas inspiradas en el vanguardismo. Vargas Llosa intentó cambiar los anuncios con los ciudadanos trabajando y paisajes peruanos por otros con múltiples perspectivas con toques de sarcasmo.  Fujimori recurría, en cambio, a los anuncios relacionados al medio. Además, Fujimori aprovechó el debate presidencial para presentar ante las cámaras una copia de la nueva impresión del diario Ojo en la que supuestamente había favorecido a Vargas Llosa. La exhibición generó indignación entre los empresarios, ya que se trataba de una versión falsificada, pero atrajo el interés de los votantes hacia Fujimori. El Comercio la calificó de «indignante y bochornosa».
Fujimori ganó las elecciones. En su gobierno intentó convencer a los medios de comunicación (tanto escritos como televisivos) de que favorecieran al oficialismo en lugar de Vargas Llosa y otros adversarios. La recompensa para ellos fue la publicidad estatal, ya que se gastaron alrededor de 50 millones de soles en ese tipo de publicidad en televisión en 1999 de los 200 millones de soles invertidos en total. Llosa, quien fue representante del Fredemo, consiguió la ciudadanía española en 1996; mientras tanto, el diario El Comercio se limitó a informar sobre la situación en la embajada, y La República alertó de que «Vargas Llosa renuncia a ser peruano».
Fujimori ganó fama por su neopopulismo, relacionado con la población de clase alta, y su reflejo en la televisión como medio instalado en dicho sector. Además, recurrió al espectáculo contra Sendero Luminoso, debido a la época de terrorismo, como, por ejemplo, la presentación ante las cámaras de un recluso Abimael Guzmán con uniforme de rayas en una celda. En 1996, el medio de comunicación japonés TV Asahi tuvo repercusión en la toma de la residencia del embajador de Japón en Lima como respuesta a la poca cobertura de aquellos hechos por parte de la prensa local, lo que generó las quejas de la Asociación de Prensa Extranjera en el Perú por vincular el canal con el terrorismo.
El investigador Eduardo Quiroz afirmó en 2005 que las encuestas de opinión se convirtieron en un instrumento político a medida que se consolidaban los medios de comunicación en la década de 1990. Señaló que se ha indagado poco sobre su importancia.

#### Cobertura mediática durante y después del gobierno de Alberto Fujimori
Como consecuencia de la «fujimorización» de los medios de comunicación, la opinión pública estuvo sesgada con la llegada del autogolpe de 1992, a causa de su falta de independencia de la prensa masiva y el surgimiento de los medios escritos gratuitos que apoyaron el evento.
La comunicación de los medios de Lima destacaba por la desinformación de los sucesos, que supuestamente involucraban a las técnicas psicosociales de Segisfredo Luza Bouroncle y su aplicación a actores como Carlos Álvarez, así como al conflicto de intereses por grupos políticos afines y temas triviales. Según Teresa Quiroz, los medios recurrieron a la banalización de las degracias de algunos acontecimientos sociales sin abordar en sus causas.
De ahí surgió su principal medio apoyado por el gobierno, la prensa chicha, que prorizó contenido que correspondería a la farándula. Este tipo de medio aprovechó el recurso de la publicidad estatal, sin intervenir judicialmente hacia ellos, como pasó en el gobierno de Velasco Alvarado. Además, atacó posteriormente al candidato presidencial Alejandro Toledo. Este tipo de estrategia de desinformación, acorde a entrevistas realizadas por la asociación Calandria en 1999, permitió que sus lectores califiquen a los tabloides Ajá, El Chino y El Tío como «importantes» y «veraces».
En el ámbito televisivo, los programas políticos fueron casi siempre excluidos de los horarios centrales debido a la falta de aporte de los talk shows de gran popularidad de la época. Además, a partir del plan Octavio, el oficialismo se contactó con periodistas para difundir su propia visión de los hechos. Un ejemplo de ello fue el dominical La revista, el programa de América con mayor audiencia de la época. Como resultado, la presencia política en los dominicales se redujo, ya que solo se emitían crónicas policiales. De los cinco programas que abordaron temas de interés público en 1998, solo sobrevivieron dos al año siguiente. ATV fue una muestra notable, puesto que abandonó definitivamente su interés por este tópico. No obstante, desde la prensa independiente, solo se mantuvo vigente la producción de un nuevo programa de opinión política del Canal A en el año 2000, Esta mañana, con el exdirector de RPP Guido Lombardi.
Por otro lado, La República (periódico que calificó aquel suceso de 1992 de «golpe»), el independiente César Hildebrandt (considerado como hito en la política por medio del periodismo de investigación  que fue visibilizado a nivel internacional según el medio argentino La Nación) y el dominical televisivo Panorama, entre otros, fueron medios opositores que se resistieron a la venta o manipulación de sus titulares. Desde el ámbito radial, el considerado como influyente RPP solo se limitó en comentar comunicados, mientras que el resto de estaciones (a excepción adicional de CPN), se limitaron en emitir musicales. La exdirectora de Antena 1, que antecedió a CPN, comentó que «los medios de comunicación acompañaron al gobierno fujimontesinista» y es por eso que en el Perú «no es más el cuarto poder y un país donde no hay prensa libre, no se puede hablar de democracia».
Existen otros medios como Gestión y Caretas que también evitaron a la «influencia perversa», según el especialista en asuntos de poder Francisco Durand. Este último, que es una revista semanal, ofreció un suplemento con detalles sobre la toma al Palacio de Gobierno en 1998 en un intento de evitar la reelección de Fujimori. El periodista Gustavo Gorriti destacó la evolución del periodismo independiente con Internet y abogó por una mayor fiscalización del denominado «lumpen periodismo», término utilizado para referirse a dicha influencia.

#### Elecciones de 2000
En las elecciones de 2000, Jacqueline Fowks clasificó la prensa en cinco grupos: oficialista, simpatizante del gobierno, neutral, opositora y alternativa. En el bando oficialista, los canales de televisión realizaron las coberturas de los mítines a favor de Fujimori, un medio informativo que muy consultado en ese año y caracterizado por no cuestionarlo incluso cuando fue elegido ganador. Además, redujeron la presencia de campañas políticas de terceros en su programación, e incluso algunos se negaron a incluir campañas pagadas. Según un estudio sobre el canal América Televisión, en el que Fowks analizó a cuatro candidatos presidenciales, se mostró que, en los últimos tres meses de campaña, solo Fujimori tuvo una imagen muy positiva, mientras que los demás tuvieron una imagen negativa. La falta de información sobre los candidatos de la oposición provocó el enfado de los manifestantes, que tenían dificultades para encontrar información plural.
En ese momento, cuatro canales de señal abierta afines al gobierno se encontraban bajo administración del Poder Judicial, que el gobierno consiguió corromper. En Panamericana, Ernesto Schütz indicó que, si bien todos tenían libertad de expresión, no se concedió que algunas figuras representativas, como Gisela Valcárcel, abordaran frecuentemente la política para impulsar a programas dedicados a esa área.
Las negociaciones a favor del oficialismo se hicieron visibles en los vladivideos 1792 y 1795. Cuando se hicieron públicos aquellos vídeos,  La República y El Comercio, a su manera, reaccionaron en sus editoriales a los sucesos que pusieron fin al régimen, en los que ambos animaron a una transición democrática.
Fuera del bando oficialista, el noticiero de cable Canal N (medio alternativo, cuyo propietario inicial fue El Comercio) logró saltarse los obstáculos del oficialismo con la cobertura de la marcha de los Cuatro Suyos y las acusaciones de falsificación en las cédulas de votación enviando información en tiempo real. El Comercio, que también cubrió la denuncia de la falsificación de cédulas, fue amenazado por el régimen tras continuar el veto de la red; el Consejo de la Prensa Peruana denunció tal intento. Por su parte, La República ofreció su correo electrónico en diciembre de 2000 para estructurar la lista de personas implicadas en la red de corrupción del gobierno.
En un texto judicial obtenido por la AFP, Vladimiro Montesinos reconoció al empresario Genaro Delgado Parker que César Hildebrandt, cuando tenía su espacio en el canal Global y su seminario Liberación, era «la oposición izquierdista que él no podía avalar y su mensaje [a la opinión pública] era nocivo, tanto más si se estaba en una campaña electoral». Irónicamente, Montesinos restó importancia a Beto Ortiz, un periodista que no suponía ningún problema para los intereses del régimen fujimorista hasta que sacó a la luz los vladivideos en su programa Beto a saber.

## Influencia de la prensa limeña como medio político en el sigloXXI

### Cobertura política de los medios escritos y audiovisuales entre 2000 y 2005
La disparidad entre diversos medios de comunicación en Perú agravó la reputación del sector. Durante el gobierno de Alejandro Toledo, los medios trataron de incrementar su confianza, pero se encontraron con una respuesta pública limitada debido a su función como observadores electorales. En la agenda pública, el excandidato presidencial Mario Vargas Llosa abogó por revocar las licencias de ciertos medios, mientras que el presidente interino Valentín Paniagua solicitó restringir la cobertura de candidatos inhabilitados.
A pesar de las cuestiones planteadas, según Transparencia, en las elecciones generales de 2001, la prensa tuvo una presencia equilibrada en sus candidaturas. Transparencia señaló al diario La República (cuyo coste fue mayor a un sol) y Correo (menor a un sol) como los periódicos de mayor redacción hacia los candidatos.
En 2002 se reportaron nuevos cambios en la editorial política. El Partido Aprista Peruano concentró su publicidad en el diario chicha El Chino, que emitió comentarios editoriales favorables al gobierno fujimorista. La Veerdulería Ciudadana realizó un estudio sobre el comportamiento de la televisión, y llegó a la conclusión de que, con la llegada de Toledo, los programas periodísticos de los canales América y Panamericana tuvieron sesgos en contra de su gobierno. Además, TV Perú (bajo la denominación TNP) fue oficialista y Latina fue neutral en sus coberturas.
Otro caso de comportamiento mediático fueron las posiciones contrastantes de la imprenta sobre la Comisión de la Verdad y Reconciliación (CVR). El diario Expreso acusó a La República de brindar presunto apoyo a Alejandro Toledo, alegando que el medio «cree que [este y otros] medios se venden como hizo [su director] Gustavo Mohme entregándole sus páginas al actual gobierno». No obstante, dicha acusación no impidió que La República continuara su cobertura de la CVR, siendo uno de los pocos medios en hacerlo. En este contexto, cabe destacar el reconocimiento otorgado en 2005 a María Elena Castillo, reportera del medio.
Por otro lado, el académico Hildegard Willer narró que, durante el conflicto de Ilave en 2004, cuando su alcalde Cirilo Robles fue linchado, los pobladores expresaron estar orgullosos de los diarios nacionales, aunque estos los presentaban negativamente como violentos. Posteriormente, en 2005, la prensa de Lima expresó su postura de oposición al desarrollo de macrorregiones, un modelo que pretendía ser implementado mediante un proceso de votación.
Una encuesta de la Universidad de Lima, señaló que el 81 % de las personas entrevistadas en la capital manifestaba que poco o nada se podía confiar en los medios de comunicación.  Se discutió la posibilidad de implementar la «cláusula de conciencia» dentro del Código de Ética del Colegio de Periodistas del Perú, así como el Proyecto de ley 0786 por la congresista Fabiola Morales.
El director del Grupo El Comercio, Alejandro Miró-Quesada Cisneros, admitió en un discurso para la CADE 2005 que la falta de confianza de los medios y la población se debió a los intereses de los inversionistas de empresas editoras y «la contaminación de estas» a causa de la corrupción del Fujimorato.  A pesar de ello, según el director, el medio recurrió al «círculo virtuoso», una serie de estrategias de retroalimentar su credulidad en la opinión pública y conseguir su rentabilidad. Este comprende cinco puntos, desde la «independencia y veracidad», pasando por la «credibilidad», «lectoría» y «publicidad».
Enrique Zileri, entonces director del Consejo de la Prensa, comentó en 2004 que «la credibilidad de los medios está por los suelos y estamos a nivel de los partidos políticos ya que la opinión pública se da cuenta de que se está trivializando denuncias importantes mezclándolos con lo que no tienen importancia».

#### Alejandro Toledo y supuesta presión editorial en la televisión
Durante el gobierno de Alejandro Toledo, se demarcaron por escándalos de personas cercanas que tuvo altos índices de audiencia; hecho que el crítico Fernando Vivas vaticinó que su mandato es «sensual para la prensa».  En ese momento, el oficialismo realizó conversaciones con América y otros medios de comunicación para priorizar temas de seguridad ciudadana en sus informes.
El periodista César Hildebrandt denunció que «hay presiones fuertes del actual Gobierno [de Toledo]» cuando anunció su renuncia de Frecuencia Latina. Hildebrandt regresó a Latina meses después con otro programa similar, cuyo principal revuelo fue la difusión de una conversación telefónica de Toledo acerca del proyecto Majes, dado que el periodista Gustavo Gorriti indicó que el presentador del programa «estaba cumpliendo con su deber»
Por otra parte, el exasesor presidencial, Agustín Figueroa, denunció que el gobierno se opuso en las investigaciones realizadas por Cuarto poder y La ventana indiscreta. La presentadora de La ventana indiscreta, Cecilia Valenzuela, atacó la credibilidad de las palabras de Toledo por de «haberse mimetizado» de la supuesta influencia fujimorista.  Para 2004 El Comercio dijo que «fue suficiente» la intención de renunciar al presentador del dominical Cuarto poder, Carlos Espá, que junto con la también saliente Rosana Cueva confirmaron la presión del gobierno.
Aparte de la renuncia de periodistas de América, el jefe de prensa del Palacio de Gobierno, Rodolfo Pereyra, abandonó el cargo al notar un favorecimiento del oficialismo a la administración de Schütz en la planificada compra «psicosocial» de Panamericana Televisión. Pereyra Terrones denunció ser «acosado y hostigado» por el exdirectivo de Canal 5 luego de revelar una posible «entrevista amañada» de Toledo en el dominical Panorama. La renuncia coincidió con la filtración de audio del exasesor César Almeyda, cuando manifestó que alguien de confianza «está ayudándolo a Genaro [Delgado Parker] a recuperar el Canal 5, a tomar el Canal».

#### Cobertura del legado de Alberto Fujimori y la Comisión de la Verdad y Reconciliación
Con el paso de los años, el interés por conocer la realidad del conflicto armado interno cambió. En 2001, un estudio realizado por el diario La República señaló que un 20 % de los encuestados afirmaron identificarse plenamente con el propósito y el funcionamiento de las audiencias públicas organizadas por la Comisión de la Verdad y Reconciliación (CVR), que se realizaron durante el gobierno de Valentín Paniagua. El objetivo de dichas audiencias era comprender los crímenes cometidos tanto por grupos subversivos como por el Estado.
El historiador Antonio Zapata advirtió que tras la creación de la Comisión de la Verdad y Reconciliación, la difusión de su informe «ha ido diluyéndose paulatinamente en los medios de comunicación capitalinos» porque «no parece provenir de los hombres de prensa, sino de la línea editorial de los medios, dirigida por los intereses de los dueños (posiblemente, en defender el legado político de Fujimori)».
En aquel entonces, se especulaba sobre la existencia de un supuesto complot de las narrativas fujimoristas que permanecieron en el país. Cabe indicar que en ese periodo surgió la Fujiprensa, su propio medio de propaganda fujimorista que tenía, además, un programa emitido en Radio Miraflores. Alejandro Toledo culpó en 2003 y 2004 un al tener «frente a la manipulación de la información para asesinar la imagen de aquellos que [creyeron] en la democracia».
El entonces canciller Allan Wagner ratificó la aparente existencia de ese complot. Estas declaraciones coinciden con las publicaciones de La Razón (un diario formado en los años 1990), en que atacó al entonces mandatario Alejandro Toledo, agregando la sospecha de Anel Townsend al entonces congresista del oficialismo Víctor Valdez Meléndez como lector del periódico vinculado a la «mafia fujimontesinista».
A causa de la carencia de los medios televisivos no emitieran las audiencias públicas de la CVR (en 2003), inspirado en el temor posterior a los atentados contra el World Trade Center, los diarios Expreso y el recientemente creado La Razón desarrollaron una actitud crítica con cualquiera que supuestamente defendiera la postura de izquierda. Estos diarios calificaron a la Comisión de «caviar» (término que se extendió a las organizaciones de derechos humanos), calificativo al que no emplearon La República ni la revista Caretas cuando respaldaron y difundieron la labor institucional.

### Cobertura política de los medios escritos y audiovisuales entre 2006 y 2020
Se ha demostrada a continuación cómo los sucesos que favorecen hacia el Estado o el descontento con este influyen en la editorial de los medios de comunicación de Lima (específicamente de El Comercio y La República). Destacan algunos casos.

#### Sucesos políticos de 2006-2011
En las elecciones de 2006, se redujo la visibilidad de Ollanta Humala en medios capitalinos cuando García estuvo en campaña presidencial, por un posible temor hacia la prensa, en que el Grupo El Comercio apoyó la candidatura de Alan García. Aunque la prensa cuenta una reducida influencia momentos anteriores las campañas, al realizarse las coberturas, la proporción de emitir sucesos de campaña sobre los planes de gobierno fue mayor en la prensa escrita y menor en la radio. No obstante, el diario La República señaló que la radio fue un elemento importante para las regiones debido a su capacidad de realizar denuncias.
Una encuesta de Veeduría Ciudadana señaló que El Comercio, Correo, La República, Perú 21 y otros diarios calificaron positivamente de «independientes» y «plurales»; mucho más que los canales de Frecuencia Latina, América y Panamericana. Luego de las elecciones, la prensa desempeñó en los cuestionamientos de los parlamentarios, quienes fueron enemigos de la opinión pública pero identificados por parte de la población.
Dentro de los programas periodísticos, los encuestados eligieron como confiables principalmente a Cuarto poder, La ventana indiscreta y Prensa libre; en su momento contribuyeron en la opinión pública que, sin embargo, los programas políticos en horario nocturno perdieron aparición años después. Uno de los sucesos relevantes ocurrió cuando César Hildebrandt, quien estuvo en Frecuencia Latina compitiendo con otros programas periodísticos, denunció la producción de un reportaje de Panorama donde había difundido «declaraciones tergiversadas, inventadas o maliciosamente editadas» hacia el candidato del Partido Nacionalista Peruano, que le llevaron a la cancelación de su programa en 2006 cuando entrevistaron a Humala.
El periodista Carlos Noriega presentó una denuncia en Página/12 en la que señaló la presunta monopolización de la editorial a favor de la derecha política, en particular hacia la candidata presidencial Lourdes Flores Nano. Esta acusación fue realizada después de la salida del programa A las once con Hildebrandt. La afirmación de la supuesta preferencia hacia Flores Nano, considerada favorita en las encuestadoras locales, también fue respaldada por Humala durante una entrevista con Cecilia Valenzuela, en la que acusó al reportaje de ser ofensivo hacia su candidatura. La denuncia fue formulada por organismos civiles y finalmente recibida por el jefe de misión de la Organización de los Estados Americanos, Lloyd Axworthy.
Si bien Flores Nano no llegó a la segunda vuelta, el regreso de García al poder mostró un nuevo rumbo de su gobierno de los años 1980, cuya agenda política fue apoyada por los sectores de la derecha y sus declaraciones fueron convencidas por la prensa. En su segundo gobierno, se mencionó su promesa de libertad de expresión, pero en la práctica no se fomentó la pluralidad de editoriales no afines al gobierno de turno. Augusto Álvarez Rodrich, del Instituto Prensa y Sociedad, señaló que se mantuvieron frecuentes reuniones con los dueños de los medios de comunicación y afirmó que la «estrategia del presidente es decir que el Perú está progresando y que criticar al gobierno es un intento de desestabilizar el sistema». El oficialismo facilitó la campaña para criminalizar la oposición en la televisión abierta denominada Vladispot. El Perú 21 criticó al oficialismo de recurrir a «teorías conspiratorias»; mientras que La ventana indiscreta reveló una supuesta compra editorial desde el ministerio de Vivienda (entre ellos a La Razón), compras que volvió a reportar el diario Perú 21 en 2007.
Otros temas tratados en la prensa durante su gobierno destacaron a los petroaudios (en que el director de Perú 21 fue despedido por diferencias editoriales, mientras que el resto del personal renunció al equipo), el tratado de libre comercio y el conflicto de Bagua. En la mayoría de los casos, los medios capitalinos no especializados en asuntos políticos carecieron de una presión mediática para visibilizar los cuestionamientos hacia las autoridades centrales. Además, los programas televisivos informativos altamente sintonizados América noticias y 90 segundos carecieron de una plataforma de voz ciudadana. En referencia a estos noticiarios, Rocío Silva-Santisteban observó en 2007 que, con pocas excepciones, «la actuación de los reporteros y directores de noticieros peca de ignorancia, de pereza analítica, de homogeneización [e individualización de los protagonistas] de las noticias, de frivolización del escenario [y] de banalización de los problemas agudos por los cuales atraviesan los pobres de nuestro país».
En el frente interno, IRTP entró en un conflicto de interés con la llegada de María del Pilar Tello al directorio. Esto provocó la salida de Karina Borrero y Rocío Aliaga de TV Perú, así como la periodista Laura Chahud renunció al canal tras filmar actividades de la Presidencia del Consejo de Ministros. El crítico Fernando Vivas denunció el control ejercido sobre el canal estatal, que se intensificó durante el gobierno de Alan García en comparación con el de Alejandro Toledo. Alertó sobre la falta de cumplimiento de la normativa de radiodifusión estatal que garantizaba su independencia. Ante la presión oficialista en los medios, según Perú 21, el blog Pepitas.com ganó notoriedad por mostrar información contra la administración de García, al igual que nuevos portales web.
Posteriormente, García publicó serie de discursos para el diario El Comercio, en que fueron compartidas en sus coberturas periodísticas sobre los sucesos de sublevación en Bagua. Estos discursos incluyeron declaraciones contra lo que denomina los «perros del hortelano» en su gobierno, que incluye a los integrantes calificados de «caviares». Irónicamente, El Comercio no se dedicó a cubrir el conflicto de Bagua entre 2006 y 2007, antes de las publicaciones de García, hasta que finalmente mostró una postura contra la que denominaba «izquierda radical». Debido a la distancia entre la sede principal y el lugar de los hechos, el diario prestó poca atención a los indígenas en sus coberturas.
Finalmente, en 2010, la agencia Servindi informó de que el líder indígena Mario Palacios Panez había agradecido a los diarios El Comercio y La República su participación en una reunión indígena. La reunión buscaba que el presidente Alan García firmara la Ley de Consulta, pero este terminó su mandato en 2011. En 2012, García admitió en la Asamblea General de la SIP que su carrera política se había beneficiado de los medios peruanos, aunque prefirió señalar cuáles le habían favorecido. En 2016, Luis Davelouis, columnista de Perú 21, describía a García como un ejemplo único de político «al que tantos periodistas le tengan tanto miedo disfrazado de respeto».

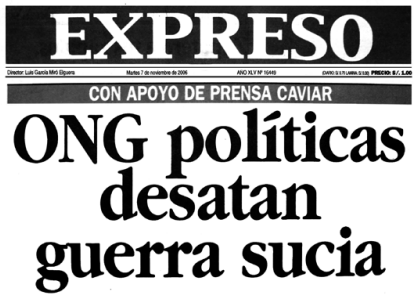
Una portada del diario Expreso, c. 2006.

En un ámbito distinto, en 2007 el diario Expreso continuó con su estrategia de terruqueo en su portada al coincidir el cuarto aniversario de la publicación del informe de CVR como un «homenaje a terrorista»; mientras comparaba a uno de los monumentos conmemorativos, El ojo que llora, como «[uno] de terroristas». La construcción del Lugar de la Memoria en 2009 también suscitó reacciones marcadas: Expreso y Correo se opusieron, mientras que El Comercio adoptó una postura neutral y La República apoyó el proyecto.
En 2010 La República, El Comercio y hasta La Razón se expresaron contra el dictamen del Tribunal Constitucional que prohibió la difusión de escuchas telefónicas compartidas en procesos de investigación.

#### Juicio a Alberto Fujimori
En el histórico juicio a Alberto Fujimori (2007), los medios de comunicación desempeñaron un papel crucial durante sus etapas iniciales, además de informar sobre los acontecimientos gubernamentales. Ante las estrictas medidas de seguridad que limitaban el acceso a la cobertura, los medios establecieron un área designada para la prensa.  Sin embargo, durante el transcurso del proceso, Alfonso Salcedo, entonces presidente del directorio de IRTP, manifestó que TV Perú no había transmitido inicialmente el juicio por no estimarlo relevante para el público objetivo de la cadena.
El diario El Comercio centró sus noticias en los desafíos enfrentados por las instituciones democráticas durante el régimen de Fujimori. Por otro lado, La República enfatizó las violaciones de derechos políticos y libertades civiles que ocurrieron en ese período. En contraste, La Razón adoptó un enfoque de victimización al referirse de manera imprecisa a la supuesta enfermedad del expresidente enjuiciado. El director de El Comercio, Juan Paredes Castro, manifestó inquietud por la habilidad de Fujimori para «manipular la verdad, urdir situaciones sorprendentes y engatusar a ciudadanos y extranjeros».  Por su parte, Rosario Fernández, quien fue ministra de Justicia, reconoció la desinformación difundida por partidarios fujimoristas, que los medios efectivamente contrarrestaron.
Alberto Fujimori no había podido dar declaraciones a la prensa peruana desde la cárcel hasta 2013, cuando RPP consiguió entrevistarlo por teléfono. Antes de la llamada, que se produjo de forma no autorizada, Fujimori compartía con los medios sus «memorias desde mi encierro».

#### Sucesos políticos de 2011-2016
A excepción de La República, que no se solidarizó con los candidatos de derechas en las elecciones posteriores, instantes previos a la llegada de Ollanta Humala, los medios limeños de mayor tirada recurrieron al factor miedo para impedir nuevamente la elección de ese candidato, elegido por el sentimiento contrario a la capital. Esta estrategia coincidió con la campaña «Promoción de la inversión privada», que buscaba favorecer a Keiko Fujimori mientras se contrarrestaban las propuestas de Humala. Según El Foco (2021), 14 empresas hicieron donaciones a la Confiep, liderada por Ricardo Briceño Villena, para financiar publicidad electoral y encuestas realizadas por Ipsos Apoyo y Datum Internacional que no fueron reveladas al público.
El presidente del Instituto Prensa y Sociedad, Ricardo Uceda, advirtió que la prensa escrita ya tomaba una posición hacia un candidato en particular, en que el instituto denunció la presencia del Grupo El Comercio en influir contra el rival de Fujimori. Además, Álvaro Vargas Llosa, quien mostró apoyó por el candidato Humala, acusó al Grupo El Comercio por ser «sucursal del Fujimontesinismo».
Según Jacqueline Fowks para la revista de la Pontificia Universidad Católica del Perú, PuntoEdu, «tres de los principales grupos (Grupo El Comercio, Epensa y RPP) han elegido estar a favor de la candidatura Fujimori». El propio César Hildebrandt señaló que «en general es la prensa conservadora, que es la gran mayoría, la que se ha sumado a la campaña de Keiko, […] nadie le hace preguntas en torno a lo que ya se hizo y lo que se puede prever que repetirán. [M]e imagino [que] también habrá sorprendido a los corresponsales extranjeros».
La parcialidad se evidenció en la presentación de Humala como una figura ominosa. El diario Correo lo comparó con Hugo Chávez y exhibió su oposición a Rafael Correa, quien respaldó al presidente peruano. Así mismo, el diario La Primera, amenazado por su respaldo al candidato de Gana Perú, denunció que sus informantes realizaron estrategias para generar un psicosocial contra él en televisión abierta. Mario Vargas Llosa, quien también lamentó la escasez de entrevistas en los medios televisivos mencionados, propuso crear un espacio propio para contrastar la realidad electoral junto a Gustavo Gorriti que no se concretó. El comunicador trujillano Alfieri Díaz comentó si «el terrorismo mediático es efectivo si no es descarada venta o las preferencias de los medios hacia determinado candidato» y dedujo que «la audiencia es manipulable pero no estúpida». Producto del rechazo hacia Humala, se realizó una manifestación denominada Marcha por la dignificación de los medios.
Cuando el exmilitar entró al poder, la prensa reconoció la victoria, pero El Comercio calificó de «polémico» su juramento. La opinión pública estuvo marcada con la llegada del servicio militar voluntario, sugerido por el presidente Humala y replicado por El Comercio. Posteriormente, el mandatario denunció en 2015 una campaña mediática contra su familia, supuestamente apoyada por la oposición.
Con la controversia de delimitación marítima entre Chile y Perú, en 2012, los diarios peruanos hicieron una campaña de presión mediática. La Razón y Correo mostraron abiertamente el rechazo hacia Álvaro Vargas Llosa tras enviar una carta a la Cancillería. La República interpretó como amenaza una reunión de Sebastián Piñera con expresidentes, pues sostuvo que «Chile actualmente tiene el dominio del pedazo de mar (peruano) en disputa, por lo que "un fallo salomónico" sería darle la mitad de cada pedazo a un país, o algo parecido». Adicionalmente, luego de las declaraciones Andrés Chadwick sobre los avances de La Haya, El Comercio destacó la ola de críticas provenientes del país vecino.
En 2013, la Encuesta del Poder reveló que RPP, El Comercio y La Mula encabezaban el entorno digital. La Mula, plataforma colaborativa fundada por el periodista Marco Sifuentes y la Red Científica Peruana, ocupó el segundo lugar. Para ese entonces, Hans Rothgeisser, jefe de redacción de SemanaEconomica.com, destacó la importancia de los medios de prensa como aliados para el empresariado peruano, sugiriendo que una colaboración más estrecha podría resultar mutuamente beneficiosa.
En 2015, en los principales medios de Lima se priorizaron intencionadamente los hechos de violencia en la cobertura de artículos, lo que denotó la falta de interés de los periodistas en ofrecer contexto sobre las protestas y estableció que, para la opinión pública, los protagonistas fueran las élites. En ese entonces, a través de un análisis de Ad-Rem de ese mismo año, se señaló a TV Perú noticias con mayor presencia de notas de política. Al mismo tiempo, la columnista Martha Meier Miró Quesada, quien acusó a la directiva del diario por incluir la preferencia de que ella consideraba «caviar», fue separada del El Comercio por su aparente apoyo a la activista Máxima Acuña, el hashtag #MaxímaNoEstáSola se viralizó, y aquel título de la editorial se convirtió en una posterior campaña de Amnistía Internacional; no obstante, el director Fernando Berckemeyer justificó su despido por tratarse de una supuesta difamación hacia las protestas.

##### Posturas promineras
La periodista Jacqueline Fowks examinó casos como el programa Rumbo minero, emitido por Canal N entre 2011 y 2020. Este programa se caracterizó por su apoyo explícito a la inversión minera y su crítica a quienes se oponían a ella. Según el investigador Francisco Durand, conocido por analizar la influencia de los grupos de poder, descubrió que algunos medios de comunicación y grupos empresariales habrían presionado a Ollanta para la promulgación de la ley 30230 para fomentar la actividad extractiva en el país.
Durante las protestas por el proyecto Conga (2011-2012), El Comercio y, en menor medida, La República, mantuvieron una cercanía con el gobierno. Su cobertura se centró en la percepción favorable hacia las empresas mineras entre los campesinos cercanos a las explotaciones. Ambos medios presentaron al Estado como interlocutor y a los manifestantes como «antimineras», «radicales» e «intransigentes». Esta postura contrastaba con la del medio independiente La Primera, que dio visibilidad a las perspectivas de los manifestantes. El periodista César Hildebrandt criticó a El Comercio por apoyar el proyecto Conga y ocultar la realidad en favor de los intereses conservadores.
Un caso similar ocurrió en 2011 con el conflicto ambiental en torno a la mina de cobre Quellaveco. Solo los medios de comunicación locales de  Moquegua abordaron este conflicto, con limitaciones en su cobertura debido a las tensiones entre la empresa y los manifestantes. La República Gran Sur, edición regional del diario, adoptó un enfoque más pluralista, utilizando fuentes de ambas partes para brindar una información más equilibrada.

#### Sucesos políticos de 2016-2017
Durante las elecciones generales de 2016, el Jurado Nacional de Elecciones solicitó a los medios que buscaran formas de tranquilizar a la población, después de que el Partido Morado, de ideología liberal, fuera retirado de la contienda electoral, mientras continuaba en ella con otros partidos políticos liderados por Pedro Pablo Kuczynski, Verónika Mendoza y Keiko Fujimori.
Un estudio de la universidad sobre los frames de cinco mil artículos periodísticos durante las elecciones generales de 2016, la prensa recurrió al enfoque de la moralidad en sus coberturas de candidatos presidenciales, un enfoque que en la televisión se utilizó con frecuencia cuando terminaban las campañas electorales. Por otro lado, el estudio Monitoreo cuantitativo de la cobertura mediática de la Unión Europea señaló que los medios con mayor cobertura en la segunda vuelta electoral fueron Panamericana (televisión), Exitosa (radio) y El Peruano (diario). Algunos como El Peruano dieron mayor cabida a la cobertura de Pedro Pablo Kuczynski, mientras que otros como el Grupo El Comercio optaron por Keiko Fujimori.
En la segunda vuelta, con la participación de dos candidatos independientes, la Universidad Nacional de La Plata afirmó que las principales marcas de imprenta adoptaron una posición neutral, exceptuando La República, que emitió críticas negativas hacia Keiko Fujimori. No obstante, una investigación de la Associacao Ibérica de Sistemas e Tecnologías de Informação de 2021 indicó que El Comercio mostró una postura menos crítica hacia Kuczynski. Este estudio destacó la influencia del medio informativo del candidato en la toma de decisiones de los electores. En cuanto a la televisión, otro estudio de Information Professional observó que Latina, un canal del sector privado, mostró una posición más crítica hacia Fujimori que el canal del Estado TV Perú.
Aparte de esos medios masivos, se desarrollaron varios avances. En Internet, surgieron otros portales de opinión como El Montonero, La Abeja y Lucidez; enfocados en la apreciación del fujimorismo en la política. En el ámbito de la fotografía, adquirieron protagonismo los mítines de campaña de diversos candidatos con el fin de orientar la decisión de los votantes, debido a la prohibición legal de las encuestas días antes de las elecciones. En la televisión, Kuczynski se involucró en el primer noticiero en quechua Ñuqanchik, emitido en TV Perú, en que el primer ministro encargado Fernando Zavala animó a impulsar noticieros regionales.
Se realizaron estudios en 2016 y 2017 sobre los frames que la prensa peruana destaca en las noticias sobre minería. En la revista Cuestión, de Aregntina, se mostró que La República recurrió a los testimonios de los protestantes para su postura contra el gobierno, caso que El Comercio estuvo a favor del gobierno, mientras que Perú 21 no estuvo a favor ni en contra. En Horizonte de la Ciencia, de Perú, El Comercio dedicó a las protestas de Tía María en su sección «Regiones».
Durante la huelga magisterial del Perú de 2017, la principal prensa limeña malinterpretó las demandas, en que calificaron aquellos actos de «vandálicas» debido a su agitación social. En cambio, cuando ocurrió aquel indulto a Alberto Fujimori, Canal N fue el único en continuar con la cobertura hasta vísperas de Navidad. Por otro lado, Salud con lupa, reveló que en 2017 algunos medios habían cubierto el libro La verdad de una mentira, que buscaba una percepción negacionista sobre la esterilización forzosa en el Perú; su autora, María Cecilia Villegas, consiguió el puesto de columnista de Perú 21, medio que tuvo una postura más positiva a su trabajo, hasta 2018.

##### Posturas deEl Comercioen la campaña presidencial de 2016
Según Francisco Durand, el Grupo El Comercio buscó resaltar las agendas políticas de los candidatos Pedro Pablo Kuczynski, Verónika Mendoza y Keiko Fujimori, en que solo Kuczynski y Fujimori entraron en la segunda vuelta. Por ejemplo, Perú 21 dio cabida a los candidatos del espectro de la derecha como Kuczynski y Fujimori, mientras dejó a Mendoza junto a Alfredo Barnechea en sucesos breves y anedócticos sobre sus riñas en campaña. Otra muestra de ello es la afinidad en la campaña de Mendoza por GEC, en que es diferente a La República, en el sentido de mostrar el ámbito económico en sus planes de gobierno.  No obstante, Fujimori denunció en 2017 al diario decano de los Miró-Quesada tras investigarse la financiación de su campaña presidencial de 2011, en lo que considera el dueño como un «amenazante video», seguido del envío de una carta notarial por parte de su entonces abogado Edward García Navarro.
Durante ese tiempo, El Comercio sufrió cambios en su postura. En 2017, luego de su retirada por criticar a los manifestantes mineros, Meier Miró Quesada regresó a la directiva del diario, pese a su promesa de no cambiar su línea editorial, y al año siguiente Berckemeyer renunció a la directiva. El medio Caretas señaló que al asumir Juan José Garrido Koech como director, el decano nacional cambió su editorial más conservadora.

#### Sucesos políticos de 2017-2020

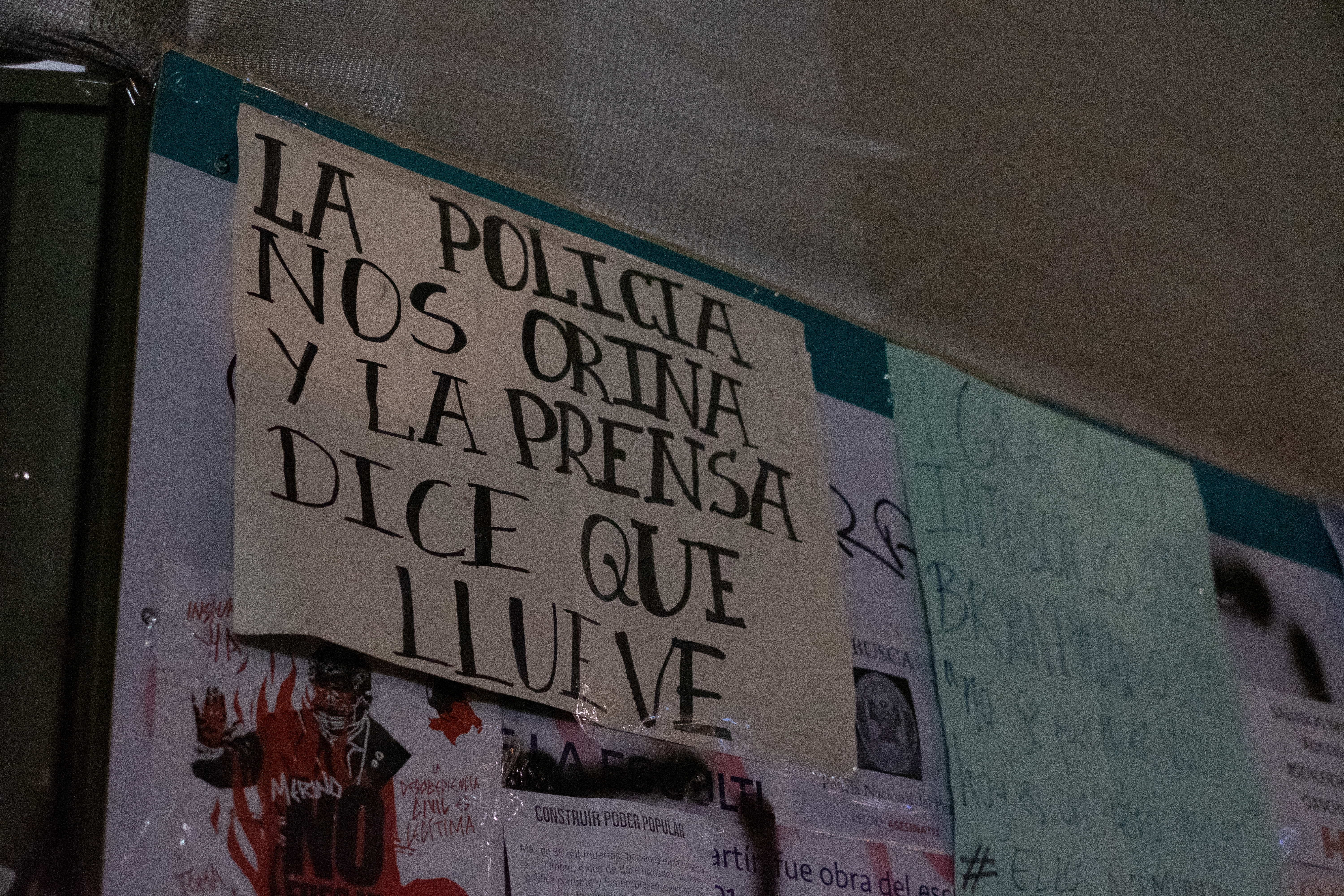
Un cartel que acusa a la prensa de distorsionar los hechos de la policía, en referencia a las muertes de dos manifestantes durante las protestas de 2020.

En febrero de 2018, el avance de la investigación del caso Odebrecht en Perú, iniciada en 2017, y la posterior dimisión del presidente Kuczynski facilitaron la cobertura mediática de los acontecimientos por parte del periódico La República en comparación con sus competidores Gestión y El Comercio. Cabe señalar que José Graña, uno de los dueños del GEC, estuvo involucrado en esta investigación; mientras que el periodista Beto Ortiz criticó que figuras como Alejandro Toledo no fueran el tema principal de la cobertura nacional.
El caso Odebrecht ha tenido un profundo impacto en la relación entre los intereses corporativos y la sociedad peruana, tanto antes como después de su revelación pública. En un editorial de la versión web de radio Exitosa, en 2020, Esther Capuñay denunció la inacción del medio de comunicación El Comercio frente a la corrupción que aqueja al país. Según Capuñay, «[El Comercio] nunca denunció y menos se enfrentó a los que asaltaban el erario nacional». Además, percibió que «los peruanos tenemos que esperar todos los días que dicte desde sus páginas lo que debemos hacer no solo en asuntos de la vida diaria». En una entrevista con No hay derecho del Instituto de Defensa Legal en 2017, César Hildebrandt afirmó que el escándalo de Odebrecht puso de manifiesto la connivencia de la prensa con los grandes intereses económicos. Hildebrandt subrayó que la prensa televisiva, la más influyente y poderosa, es un claro ejemplo de cómo esos intereses prevalecen sobre la agenda periodística, que ha perdido su independencia.
En un estudio de 2024 se analizó la interpretación de las confesiones en una entrevista política de Úrsula Letona para RPP Televisión. Tras la declaración de Letona sobre un presunto soborno al partido Fuerza Popular, esta acusó a La República de «mentir» en sus declaraciones acerca del modus operandi de Odebrecht, prefiriendo señalar que es una especulación. El estudio concluye que varios medios, como La República y Canal N compartieron de forma menos literal las declaraciones de la entonces congresista.
Por otro lado, algunos estudios mostraron la presencia del centralismo conservador en sus reportajes. En el mismo 2018 la revista Discurso y Sociedad analizó la cobertura entre manifestantes y agentes policiales durante las protestas de la Ley Universitaria en la UNMSM. En el análisis se destacaron a los periódicos El Comercio y Perú 21 por ofrecer mayor cobertura junto al canal Latina Televisión, con Magaly Medina en la conducción central de su noticiero 90 segundos, y la radio Exitosa. Esta revista determinó que los cuatro medios preferían cubrir a los agentes, debido a la aparente existencia de vandalismo en las manifestaciones. En 2019, los principales medios siguieron recurriendo a un tratamiento pesimista de las protestas; en el caso de Las Bambas se obtuvieron similitudes con el concepto de etnocentrismo.
En 2020, el historiador peruano Juan Fonseca señaló la escasez de noticias sobre movimientos políticos no alineados con el fujimorismo o el aprismo, como la Unión por el Perú y el Frente Popular Agrícola del Perú. En una columna para Mercado Negro, Flavio Pantigoso señaló la falta de interés de los medios tradicionales en partidos emergentes como el Frepap como uno de los factores que convirtieron a estos medios en los «grandes perdedores» de estas elecciones.
Meses después, en el breve gobierno de Manuel Merino, El Comercio y La República mostraron actividades de las protestas de 2020, en las que el segundo interpretó positivamente esas manifestaciones. Además, este último mostró su rechazo al gobierno de Merino. Los jóvenes desconfiaron de los medios tradicionales y recurrieron a los medios digitales para ganar protagonismo. Un estudio realizado en Cuba en 2023 por investigadores concluyó que los medios digitales Ojo Público e IDL-Reporteros cumplieron más eficazmente su función de investigación que los medios tradicionales.
Finalmente, cuando Fiorella Molinelli (exministra de Kuczynski) asumía el cargo de directora general de EsSalud hasta el gobierno de Francisco Sagasti, el portal El Foco reveló que existió una estrategia publicitaria para favorecer la imagen de su institución. La institución realizó varias órdenes de servicios a hombres y mujeres de prensa para la elaboración de boletines y resúmenes que, según el criterio de los funcionarios del Seguro Social, eran necesarios. Además, usó parte del dinero para la torta publicitaria en los medios Exitosa, ATV, RPP, Latina, Panamericana, América y Willax.

### Cobertura política de los medios escritos y audiovisuales entre 2021 y 2026

#### Elecciones generales de 2021
El proceso de las elecciones generales de 2021 fue un punto importante en la influencia mediática. La Revista Científica de Comunicación Social Bausate señaló que El Comercio y La República intentaron alejarse de lo sensacionalista y se limitaron a publicar textos informativos.
Mientras se desarrollaban los comicios, la candidatura de Pedro Castillo generó controversia por la percepción de parcialidad de los periodistas de Lima hacia él. Los medios limeños, especialmente El Comercio, La República y Expreso, le dieron una escasa presencia en los medios impresos desde la primera vuelta. En contraste, algunos medios independientes, como Ojo Público y Salud con lupa, empezaron a cubrir las elecciones con una postura neutral.  El reportero de Reuters, Marcelo Rochabrún, comparó la parcialidad de la prensa tradicional con la cobertura de la campaña presidencial de 2011. El reportero del portal Sudaca, Paolo Benza, y la Misión de Expertos Electorales de la Unión Europea también denunciaron la percepción de sesgo en la cobertura.
Según una encuesta del Instituto de Estudios Peruanos, el 46.6 % de los encuestados percibió que los principales canales de televisión, radio y periódicos respaldaron la campaña electoral de Fuerza Popular, el partido rival liderado por Keiko Fujimori. Las cifras fueron aún mayores en el sur del país. Además, la encuesta calculó que la mayoría de los partidarios de Fujimori vieron con frecuencia programas políticos en televisión (65 %), mientras que los votantes de Castillo escucharon principalmente noticias políticas en radio (52 %).
En la campaña electoral presidencial de 2021, algunos medios escritos y televisivos de Lima, como Willax TV y El Comercio, adoptaron una postura crítica contra el candidato Pedro Castillo y su partido, Perú Libre. Algunos de ellos recurrieron, entre varias críticas, al recurso del terruqueo. En particular, El Comercio, que según Reuters «generalmente respaldó a Keiko Fujimori», se dedicó a analizar a Castillo a partir de un informe de Carlos Basombrío titulado La infiltración del Movadef en algunas dirigencias del magisterio. En su editorial, afirmaba que entre sus propuestas había «una ley que regula los medios de comunicación», «desactivar el Tribunal Constitucional» y «promover una Asamblea Constituyente para una nueva Carta Magna», y vinculaba sus círculos con figuras asociadas a organizaciones subversivas. Perú 21 también participó en esta campaña de desprestigio al alertar supuestamente la participación de Sendero Luminoso en las elecciones, además de brindar una imagen negativa de Castillo en su programación informativa.
Un estudio de 2023 por la revista Comunicación de la Universidad de Piura señaló que La República, tras analizar editoriales entre mayo y junio del año 2021, «[presentó] a "Keiko Fujimori" como "candidata" [que contaba] con "respaldo", mientras que a su contendor "Pedro Castillo" se le [relacionó] más intensamente con las palabras "económico", "comunismo" y "estabilidad" pero sugiriendo más bien inestabilidad económica».

##### «Campaña anticomunista» de Keiko Fujimori
La ciudad de Lima estuvo favorecida por la candidata Keiko Fujimori y su «campaña anticomunista», desde finales de la primera vuelta electoral hasta la segunda vuelta, estrategia que fue advertida por la revista Foreign Policy y el periodista César Hildebrandt al compartir medios de comunicación y empresarios del sector privado. A pesar de la estrategia, la victoria a Castillo en otros departamentos frenó la influencia fujimorista a nivel nacional. No obstante, la percepción contra el comunismo, que recurrió a la desinformación, se visibilizó con el acoso hacia periodistas que no se unieron en las movilizaciones como La República.
La campaña anticomunista tuvo el apoyo esporádico del personal de algunos medios. Canal N, vinculado con América, tuvo otros casos similares, como la filtración en vivo de una conversación emitida sugiriendo desatender el atentado de San Miguel por ser «una pérdida de tiempo», seguido de la advertencia de dejar a Castillo de «transmitir sus eventos». La entonces figura de opinión de este medio, Mávila Huertas, señaló que tras la posible llegada del candidato presidencial «no sea la última vez… digo, si nos lo permiten, porque con este señor, no sabemos». Se entabló una denuncia de la directiva Grupo La República por las actitudes del director periodístico Gilberto Hume, cuyo resultado fue la declaración de «antiéticos» a los canales informativos de Plural TV por el Consejo de la Prensa Peruana.  El entonces presidente del tribunal de CPP, Diego García-Sayán, justificó que «sin perjuicio de que un medio pueda tomar determinada posición en su línea editorial, debe tener un manejo equilibrado y objetivo de la información».
Posteriormente, Wayka realizó entrevistas con las personas que participaron en las campañas contra el comunismo, quienes algunos de ellos no supieron el significado político. Cuando concluyeron las elecciones generales, Willax convocó a la marcha anticomunista a causa de la crisis electoral, en que manifestantes criticaron a Juliana Oxenford y Mávila Huertas por supuesta parcialidad hacia Castillo. El canal se jactó en su transmisión especial la denuncia de políticos ante la Organización de los Estados Americanos, sin el éxito esperado por la falta de respuesta.
Según la columnista de Caretas, Patricia Salinas, parte del periodismo de televisión estuvo dividido al igual que lo ocurrido en las elecciones de 2011, mientras que el antropólogo de la Pontificia Universidad Católica del Perú, Eduardo Ballón Echegaray, justificó la existencia del «temor de los medios de perder los privilegios económicos de los cuales han venido gozando durante los últimos años».

##### Rol de los medios de comunicación alternativos e independientes
En simultáneo a la comunicación de la prensa de Lima, una publicación de la Universidad Peruana de Ciencias Aplicadas señaló que medios independientes de los años 2010 como Hildebrandt en sus Trece y Wayka adoptaron una postura opositora a la candidata Keiko Fujimori.
En el caso de la televisión, Juliana Oxenford fue una de las pocas periodistas que cubrió de forma independiente los acontecimientos en señal abierta, a través de su programa ATV Noticias al estilo Juliana. Ella denunció la existencia de un «grupo de la élite limeña» que habría orquestado un complot contra su programa informativo, y alertó públicamente de que «si [una persona] no hace campaña a Keiko Fujimori, automáticamente [es catalogada] como caviar». Las acusaciones provenientes de personas conservadoras se vieron confirmadas posteriormente, cuando la Coalición por las Mujeres en el Periodismo denunció que «presiones políticas y de grupos empresariales de extrema derecha» motivaron la cancelación de su programa.
Por otra parte, comunicadores de la prensa alternativa implementaron estrategias de comunicación para fortalecer la imagen del futuro gobierno de Pedro Castillo, en respuesta a las denuncias y acusaciones contra el antes profesor desde su llegada al poder. Destaca la emisora Latina 990 AM, que transmitió en vivo los discursos proselitistas de Castillo. En la zona andina del país, la televisión local y las redes sociales fueron fundamentales para informar a la población sobre el plan de gobierno y el desarrollo de los mítines.
Marco Sifuentes (fundador del noticiero digital La Encerrona) y un colectivo de medios independientes a la candidatura de Pedro Castillo produjeron el especial La liga electoral en línea. El seminario El Búho también creó su propia asociación con medios independientes, la Red de Medios Digitales. Además, se lanzó el sistema de verificación Ama Llulla, en colaboración con Ojo Público (fundado por exinvestigadores de El Comercio) y medios radiales. Willax TV y PBO Radio, ambos con afinidad política de derecha, negaron su participación en actos de vandalismo contra el proyecto.

#### Gobierno de Pedro Castillo
Durante el gobierno de Pedro Castillo, el diario La República amplió la cobertura del gobierno, más que El Comercio. Se esperaba que la publicidad estatal en los medios de comunicación aumentara la confianza del gobierno en la ciudadanía. En febrero de 2022, el entonces primer ministro Aníbal Torres tomó medidas para controlar la publicidad estatal con el fin de favorecer a los medios alternativos y reducir la hegemonía de sus rivales, lo cual molestó a la Sociedad Nacional de Radio y Televisión, entre otras organizaciones.
TV Perú fue el único medio de comunicación desde Lima autorizado a emitir los actos oficiales del entonces mandatario.   Se le acusó de realizar entrevistas al mandatario sin cuestionar sus actos, como la realizada en junio de 2022 tras permanecer en silencio durante 100 días, a pesar de haber firmado un acuerdo en 2015 para promover la «pluralidad y equidad informativa» del medio. Posteriormente, se supo de las irregularidades de la directiva del IRTP por las que se perdería la pluralidad de contenidos.
En varios medios de comunicación se percibió una tendencia editorial enfocada en resaltar la supuesta influencia política de izquierda ejercida en el gobierno presidido por Pedro Castillo. En esta línea, el dominical Cuarto poder (bajo la breve etapa de Christian Sotomayor, productor del programa) ofreció un póster donde apareció Pedro Castillo, Iósif Stalin y Mao Tse Tung. Willax TV, por su parte, ha continuado demostrando su apoyo al excandidato presidencial de derecha Rafael López Aliaga, a quien ha mostrado en un estado aparentemente agresivo hacia Castillo. Además, realizó coberturas de la marcha a favor de la vacancia del presidente Castillo, en la que recibió el respaldo de colectivos como La Resistencia y la Coordinadora Republicana. En este contexto, a algunos políticos, como Isabel Cortez, se negaron a participar en sus programas debido a acusaciones de discriminación. En 2023, el colectivo político liderado por Ántero Flores-Aráoz rindió homenaje a Willax y otros medios catalogados como «defensores de la democracia», como PBO, el diario Expreso y el portal web El Montonero, por su supuesta labor de «evitar que la patria se desplome al abismo».
Durante el mes de noviembre de 2022, luego de la visita de sus representantes a Lima, un informe enviado al Consejo Permanente de la OEA dictó en el apartado «Cuestionamientos sobre el rol de la prensa y medios de comunicación» que los «medios de comunicación están concentrados en pocas manos, y han sido cuestionados por varios de los actores entrevistados por carecer de objetividad, llegando a sostener que no son veraces, y que en algunos casos hasta son desestabilizadores».

##### Destitución de Pedro Castillo
Tras el intento de autogolpe de Estado en 2022, el medio de verificación Newtral alertó la bifurcación en dos hipótesis acerca del desarrollo de los hechos del mensaje de la nación de Castillo. Una de ellas corresponde a los seguidores de Castillo, que al recurrir narrativas contra las autoridades, asumieron que fue «víctima del golpe», en que el posteriormente detenido exmandatario acusó a la derecha política y la prensa de «golpistas». En oposición a los manifestantes, la editorial de El Comercio simplemente llamó al ya destituido mandatario de «dictador», caso que La República no recurrió prematuramente a ese término.
Las declaraciones del decano nacional, propiedad de los Miró-Quesada, fueron osadas, en que se dirigió a la destituida autoridad como «líder de una organización criminal».  Tras la solidaridad de otros gobiernos al destituido, que conllevó un conflicto diplomático, también redactó un nuevo comentario bajo el nombre «La mala vecindad».  En ese entonces el mencionado periódico de referencia y cercanos realizaron varias declaraciones hacia los mandatarios: Con la declaración de Gabriel Boric hacia Castillo, el diario hermano de EC, Correo, arremetió al presidente chileno por su intromisión. Adicionalmente, el espacio PBO Radio arremetió directamente hacia sus declaraciones al tildarlo de «débil mental». Cuando Xiomara Castro declaró acerca de los sucesos políticos, el medio hondureño La Prensa resaltó la comparación de El Comercio al golpe de Estado ocurrido en su país en 2009 al señalar como diferencia «que uno tuvo éxito mientras que el otro naufragó, pero ello no le resta un ápice de gravedad al zarpazo de Castillo, quien, nunca está de más recordar». Con las declaraciones de Gustavo Petro, prensa colombiana como El Colombiano y El Tiempo destacó la respuesta de El Comercio, en su editorial dijo las declaraciones de Petro «revelan los extremos a los que son capaces de llegar los cómplices internacionales del atentado contra la Constitución que ensayó Pedro Castillo».
En diciembre de 2022, el líder del partido político de Perú Libre, Vladimir Cerrón, culpó a la prensa de brindar información tergiversada. En enero de 2023, Aníbal Torres, ya alejado del despacho presidencial, tildó directamente a los periodistas de «asesinos».

#### Gobierno de Dina Boluarte y convulsión social

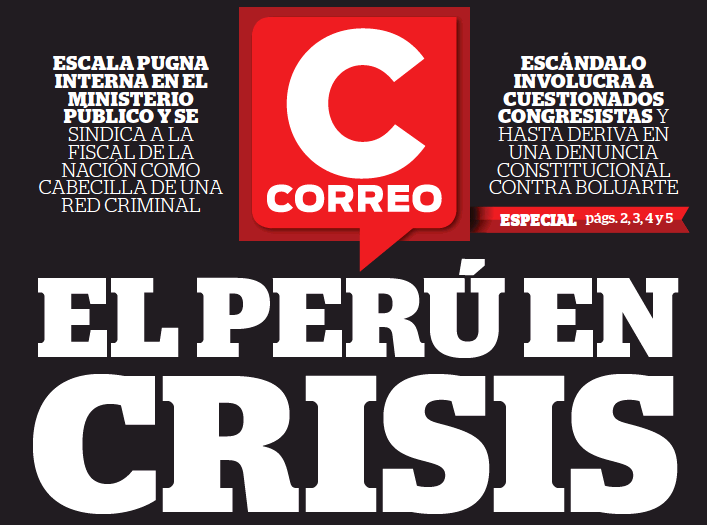
El diario Correo publicó en noviembre de 2023 una portada en la que informaba sobre una presunta organización delictiva en el Ministerio Público. La noticia también incluía una denuncia contra la presidenta Dina Boluarte.

Al asumir de Dina Boluarte, sucesora constitucional de Castillo, el Consejo de la Prensa Peruana mostró su visto bueno con mostrar mayor apertura a los medios de comunicación por parte del gobierno. Sin embargo, resultó en una convulsión social de 2022 en adelante, en solidaridad a las medidas políticas realizadas durante el gobierno de Castillo. 
En un intento por controlar la situación crítica del país, el primer ministro Alberto Otárola, del gobierno de Dina Boluarte, declaró que «no contamos con el tiempo necesario para seguir la televisión como antes». Durante la convulsión social, el premier recurrió a los medios de comunicación para justificar que los manifestantes eran «vándalos infiltrados que cometieron delitos», según el abogado del Instituto de Defensa Legal, Juan Quispe.  Mientras tanto, el decano del Colegio de Periodistas de Puno realizó negociaciones en diciembre de 2022 al gobierno central para ofrecer alternativas a la prensa tradicional y así atender a las necesidades de la población.
La prensa limeña desempeñó un papel fundamental al denominar a los manifestantes como «azuzadores» e instar a los lectores a abstenerse de participar en las protestas debido a sus reivindicaciones consideradas «ilegítimas». Esta misma postura fue adoptada por el gobierno, los congresistas de derecha y parte de los empresarios. Con lo ocurrido en la capital peruana en enero de 2023, El Comercio tuvo una postura editorial clara, evitar que Dina Boluarte abandone el cargo para evitar la llegada de «activistas violentos», que el diario los relacionó con una presunta anarquía.
Para finales del mismo enero las protestas perdieron protagonismo en la prensa de Lima. Según Caretas, desde los actos de violencia en las manifestaciones a Lima, Canal N dejó de priorizar sus coberturas y otros medios ignoraron la denuncia de una represión policial. Una de mayor transcendencia, luego de denunciar la intervención policial en las protestas, es cuando el periodista Carlos Cornejo perdió la renovación de su programa para el canal TV Perú. Con aquella difusión de la grabación en vídeo de la supuesta agresión policial a partir de una bomba lacrimógena, en una entrevista de Willax, el alcalde Rafael López Aliaga negó que la Policía agrediese al manifestante y refirió a una piedra como causa del fallecimiento de un manifestante.
Por otro lado, en febrero de 2023, manifestantes se congregaron cerca de canales televisivos como Panamericana, TV Perú, América y Willax. El Colegio de Periodistas del Perú, Ricardo Burgos, consideró evaluar las protestas de rechazo a los medios tras ese evento para que «los medios de comunicación tienen que estar de acuerdo al que pensamiento de los manifestantes».
Sectores de izquierda denunciaron calificativos negativos mediáticos hacia los manifestantes; para la congresista Sigrid Bazán, parlamentarios de la derecha malinterpretaron las peticiones políticas de los protestantes. Los líderes regionales que organizaron las manifestantes denunciaron actos de «criminalización». La activista afroperuana Sofía Carrillo y el escritor Guillermo Nugent coincidieron que la tendencia de esos calificativos, es decir, el terruqueo, impactó negativamente la región sur del país.
En marzo de 2023, se publicó en El Peruano el protocolo para periodistas que cubran actos de protesta; los puntos sobre el tratamiento de los actos, consensuados por el Colegio de Periodistas del Perú, fueron duramente criticados el Instituto de Prensa y Sociedad «ya que implica una regulación, bajo supervisión policial, de la cobertura periodística de las protestas» además de otras instituciones. La medida fue criticada por la Unesco, porque «hicieron caso omiso» a las recomendaciones y cuyo resultado es un «protocolo en favor de los policías». En ese mes, la congresista Noelia Herrera, de la ultraconservadora Renovación Popular, propuso un proyecto de ley para «terminar el sicariato mediático» al obligar la afiliación del Colegio de Periodistas del Perú en lugar de fomentar otras formas de periodismo.
En agosto de 2025, el periodista César Hildebrandt afirmó que la crisis política estaba alcanzando niveles similares a los de la década de 1990. Señaló que «aunque los medios tradicionales intentan minimizar el descontento ciudadano, la indignación popular acabará manifestándose de una forma u otra».  En aquel momento, ya hubo muestras de desinterés a la cobertura de la prensa tradicional.

## Otros aspectos de la prensa de Lima como medio masivo

### Producción y concentración de noticias
La prensa de comunicación de Lima suele ser ampliamente visibilizada en medios de comunicación locales de otros departamentos del país. Además, debido al centralismo de las noticias, muchas temáticas del ámbito regional son ignoradas desde los años 1980. En Grupo El Comercio, la mayoría de sus publicaciones provienen de agencias de redacción radicadas en Lima en lugar de agencias descentralizadas. No obstante, con la llegada de plataformas de comunicación, para mediados de los años 2010 medios televisivos como Canal N, TV Perú Noticias y RPP (vía el servicio Rotafono) se aprovecharon del periodismo ciudadano. La televisión se caracterizó por compartirse vídeos a las masas en poco tiempo.
Por otro lado, en la radio y televisión, donde 347 emisoras de radio y 85 canales de televisión cuentan con espacios informativos en 2020, se establecen límites de cuota en el mercado tras la implementación de la ley de 2002. En el caso de la prensa escrita, la ley de 2002 no lo limita; a pesar de ello, el artículo 61 de la Constitución de 1993 establece el derecho a la pluralidad de información, a pesar de que en la práctica no se consigue para 2020 por la concentración mediática.
Según el Instituto Internacional para la Democracia y Asistencia Electoral (IDEA), en 2005, los principales medios como El Comercio (diario considerado como uno de los más influyentes, incluso para la Open Society Foundations en 2012), RPP (radio), así como los noticieros televisivos de América, Latina y Panamericana emiten con cierta frecuencia temas políticos de coyuntura nacional.  Sin embargo, la concentración de la opinión pública se sustenta en una investigación de Ojo Público y de Reporteros Sin Fronteras en 2015, en que el grupo El Comercio, junto a RPP, es una de las empresas de comunicación de mayor poder en el país. Además, a través de la propiedad cruzada, es uno de los ejemplos de cadenas de diarios en el país: concentra el 70 % de publicidad en medios nacionales (incluido el canal América) y el 80 % de la circulación con sus 7 periódicos.

### Temáticas
En el Perú, las zonas con mayor cantidad de habitantes consolidaron sus plataformas comunicativas para tratar temas de la ciudad donde se producen y así compartir a nivel nacional. Aunque los lectores recurren El Comercio, seguido de Caretas, para conocer la realidad de Lima (según una encuesta de Apoyo en 1986), los contenidos de cultura nacional suele ser despreciados.
Según Calandria en 2009, tras analizar 1200 notas periodísticas de seis diarios entre diciembre de 2007 hasta agosto de 2008, Expreso produjo el mayor contenido en sus noticias (64.8 %), más que Correo (59.4 %) y La República (57.1 %). Además, Perú21 se enfocó en ámbitos citadinos, seguido por Expreso, y La República, mientras que La Primera buscó balancear con notas regionales o rurales, lo que muestra una editorial cercana a los acontecimientos en Lima.
En el estudio de Urvio realizado en 2006, de las 1071 noticias sobre delincuencia de los cuatro periódicos estudiados (La República, El Comercio, Perú 21 y Ojo), los temas recurrentes fueron el homicidio común (30 %) y los robos (29 %). Si bien los tres diarios restantes también abarcaron temas de sucesos criminales, El Comercio se distinguió por su enfoque analítico, incluyendo políticas de seguridad implementadas por las autoridades policiales. En 2015, una investigación observó que los diarios serios y populares se enfocaron principalmente en la supuesta ola de delincuencia que ocurría en Lima durante el año 2003.
En 2011, se llevó a cabo otro estudio en Puno, que analizó 25 ejemplares del diario Los Andes y cinco adicionales de la edición local de Correo, en el contexto de los acontecimientos del Aimarazo. El primero de estos medios valoró positivamente a los manifestantes, mientras que el segundo, propiedad del Grupo El Comercio, adoptó una postura crítica.
Según la Universidad del Pacífico, hasta 2014 el trío corporativo Epensa, El Comercio y La República ocuparon entre el 91 y 99 % de las ventas de tiraje en diferentes zonas del país (norte, centro, sur, oriente y Lima). En el ámbito digital, El Comercio (junto a RPP) recurren a la redacción original desde sus portales web, mientras que La República recurre a la edición impresa.
En 2022, un libro publicado por la Universidad Politécnica Salesiana sobre cobertura de crisis humanitarias en países sudamericanos afirmaba que los medios de comunicación rara vez investigan a fondo las noticias internacionales como la ocurrida en Siria.

### Información sobre la pandemia COVID-19 en Perú
Tras la pandemia de COVID-19 en Perú, los medios de comunicación populares tuvieron mejor escala en transmitir discursos y concientizar a la población, en que la parte televisiva recurrió a encuadres de entrevistas realizadas por videollamadas. Si bien La República y El Comercio siguen permaneciendo como referentes en ámbitos políticos, estos diarios y adicionalmente a El Popular emplearon la colocación de campañas de vacunación desde sus implicados. En el caso de la televisión limeña, algunos se aprovecharon del caso de la arequipeña Celia Capira, según el semanario El Búho, quien ganó fama por ser ignorada por el presidente Martín Vizcarra.
La República lanzó su plataforma de verificación que coincidió con lanzamientos de plataformas digitales como Convoca, Ojo Público y Salud con Lupa. En cambio, El Comercio redactó noticias relacionadas con investigaciones científicas, en que la revista de la Universidad Ricardo Palma tomó artículos en profundidad entre enero y diciembre de 2021 y cuestionó algunas fuentes que no fueron revisadas académicamente.

### Publicidad del Estado y financiamiento económico
En Perú, la prensa de Lima suele llevar mayor financiamiento estatal que los locales. El director de la organización civil Medios Perú, Edgar Guevara, señaló en 2022 que el pasado existieron normativas de publicidad que «[dejaron] de lado aquellas provincias o distritos donde no tienen presencia esos medios de Lima [ni] existen estos medios nacionales». Desde 2002 se tuvo a cabo propuestas para cambiar las reglas de telecomunicaciones sobre financiamiento de campañas políticas. Del informe de Jaime Cordero de registros entre 2005 y 2020, el Estado desembolsó 770 millones de soles a los siete principales conglomerados principalmente capitalinos, en que el mayor reporte de ingresos (208 millones) recibió el Grupo El Comercio. Los ingresos fueron reducidos con la llegada de Pedro Castillo a la presidencia.
En 2006 se entabló la Ley 28874 para regular el tratamiento de la publicidad electoral e institucional en emisoras de radio y televisión. En 2018 existió un la ley para prohibir que los medios privados generen ingresos por publicidad del Estado que fue declarada inconstitucional. En ese año, el Congreso de Periodismo, Radio y Televisión propuso que se distribuyera en un 70 % en los medios regionales. En 2019 se aprobó el texto sustitutorio para distribuir el financiamiento a medios de distritos, provincias y regiones; mientras que en 2022 el titular del Comisión de Transportes y Comunicaciones del Congreso, Alejandro Soto, anunció la aprobación del nuevo dictamen.
En 2023 se promulga la ley 1515 para modificar el tratamiento publicitario y destinar un porcentaje a la empresa de comunicación local cuando se compromete su compromiso comunitario: un 70 % corresponde al ámbito local si el contratante también es local, un 50 % si es regional y un 30 % si es nacional.

## Perspectivas editoriales notables

### América Televisión entre los gobiernos de Fujimori y Toledo
En 1998, la familia Crousillat y el gobierno de Alberto Fujimori suscribieron un acuerdo que involucraba la adquisición de la editorial de América Televisión por 22 millones de dólares. Esta transacción fue motivo de críticas y acusaciones de manipulación mediática. El congresista Javier Diez Canseco adujo que esta operación otorgó a José Enrique Crousillat control sobre la información del canal. En 2001, Crousillat corroboró esta afirmación, reconociendo un sesgo mediático en su cobertura.
El contrato obtenido el 7 de noviembre de 1999, que obtuvo el periodista Edmundo Cruz, describía las condiciones impuestas por el asesor presidencial Vladimiro Montesinos, quien suscribió el convenio con el canal. El documento otorgaba a Montesinos autoridad para aprobar noticias y publicidad, restringir la publicidad política y vetar entrevistas y reportajes. Esto permitió al programa Laura en América promover una visión social favorable a lo planteado por Montesinos. El contrato también obligaba a América Televisión a acatar las directrices impuestas en todos sus medios, responsabilizándolo por cualquier falta. Montesinos pudo así influir en la programación, impidiendo la participación de opositores al régimen.
Durante la dirección de Jaime Crosby, la línea editorial de América Televisión asumió una postura de marcada oposición a Alejandro Toledo. Esta situación se intensificó después de la reestructuración de 2001, lo que provocó la dimisión y protesta de varios periodistas tras la revocación de sus credenciales.
Las acusaciones de parcialidad política se hicieron evidentes en otros programas como Hora 20 conducido por Umberto Jara, quien reconoció su hostilidad hacia Toledo. El dominical Tiempo nuevo de Nicolás Lúcar tampoco escapó a estas acusaciones, luego de recibir críticas por parte del entonces presidente Valentín Paniagua, el ministro del Interior Fernando Rospigliosi y el alcalde de Lima Alberto Andrade. Este último denunció un sesgo fujimorista en el medio, lo que derivó en la suspensión temporal de la programación informativa. En ese escenario, Álvaro Maguiña, compañero de Lúcar, ya expresaba preocupación por un posible regreso a la dirección de prensa de este último, comparándolo con el caso de Mónica Delta en la entonces crisis administrativa de Panamericana, un canal rival que había liderado el rating antes de su declive en los años 2000.
Si bien Lúcar declinó inicialmente la dirección de prensa de América en 2002, posteriormente retornó a la emisora por un breve periodo. Sin embargo, su contrato fue rescindido debido a la planificación de un reportaje sobre el ministro Roberto Dañino, a pesar del alto rendimiento económico del programa. Más adelante, Lúcar solicitó a Beto Ortiz que divulgara el material en su programa político. Finalmente, el reportaje inédito se transmitió en Dios nos libre de Frecuencia Latina, lo que suscitó el malestar y la intención de denuncia del ministro Dañino.
Debido a la crisis de credibilidad de América Televisión, en 2002, se inició el proceso de formalización del grupo Plural TV con el propósito de adquirir un canal de televisión. Al año siguiente, se realizó una reestructuración de la plana directiva con el objetivo de incrementar la audiencia. En 2003, Plural TV creó su consejo editorial, integrado por destacadas personalidades periodísticas como Mirko Lauer de La República, Bernardo Roca Rey de El Comercio y Luis Peirano como miembro independiente elegido por los dos periódicos. Cabe indicar que el Grupo El Comercio lideró la adquisición en febrero de 2003.
Entre los cambios implementados por Plural TV, destacó la sustitución del programa La revista dominical de Lúcar por Cuarto poder. Este nuevo programa dominical estuvo bajo la producción interina de Mauricio Aguirre, quien reorientó en sus primeros años su enfoque hacia cuestiones sociales más que políticas. Aguirre, en línea con otros medios contra Toledo como Correo, respaldó las alegaciones de Beto Ortiz sobre la presunta manipulación del caso Zaraí Toledo, hija del entonces mandatario, por Laura Bozzo (exconductora de Laura en América). El periodista Fernando Vivas consideró que la insistencia de Cuarto poder en cubrir el caso Zaraí fue parte de la denominada etapa de la «toledización de la pantalla».
En 2010, el Consejo de la Prensa Peruana denunció la presunta intervención política en Cuarto poder por parte la antigua directiva de América Televisión, vinculado presuntamente a la trama de corrupción de José Enrique Crousillat. Esta denuncia señalaba la posible manipulación del programa para favorecer intereses específicos.

### Posesión de la industria escrita por el Grupo El Comercio
Además de poseer acciones en América Televisión, el Grupo El Comercio conformó una alianza con Amauta Impresiones Comerciales, que provee servicios de impresión para Supermercados Peruanos, Cencosud y otros.
En 2013 se concretó su adquisición con Epensa,  la tercera empresa con mayor poder económico en el país. Se trató de una compraventa valorizada en 12 millones, cuya una estrategia consistía, según Caretas, en separar bajo nuevas empresas como Prensmart con la meta de no interferir con la editorial del antiguo propietario, la familia Agois Banchero. Esta estrategia ocurrió después del fracaso de negociaciones con el Grupo La República.
Este proceso obtendría la mayor cantidad de ingresos y lectura anual en el país, además de la mayor cantidad de ingresos del ámbito estatal. Esta compra, que infringue el artículo 61 de la Constitución de 1993, fue criticada por la Asociación Nacional de Periodistas, la excandidata política Lourdes Flores Nano, y el periodista César Hildebrandt. Asimismo, el periodista Eloy Jáuregui alertó que tras la compra, el grupo corporativo permitiría «[manejar] la opinión pública, y [al grupo] no se les opone casi nadie, solo nos oponemos los que [el grupo llama] rabanitos o caviares».
Tras esos comentarios, el decano nacional publicó su editorial negando su posible concentración de medios. Pese a ello, el Grupo El Comercio cerró a sus diarios Ajá (en 2013, supuestamente por decisión editorial) y El Bocón (en 2020). Esta concentración es comparada con el Grupo ATV de finales de los años 2000; empresa que posee, además de su canal principal, Perú TV (noticiero de Arequipa) y Red Global (de la misma operadora de Radio 1160).
En 2014, la CIDH escuchó la demanda de amparo de ocho ciudadanos, que estuvo impulsada por el Instituto de Defensa Legal. En 2021 el Cuarto Juzgado Constitucional de la Corte Superior de Justicia de Lima anuló esta absorción al inducir al monopolio. En 2023 fue ratificado por el juez constitucional de Lima, en que se tomó en consideración las declaraciones de la familia Agois Banchero: «compramos las acciones para impedir que termine en manos de La República, debido a las diferencias entre las líneas editoriales». Sin embargo, el juez que falló dos veces contra el Grupo El Comercio fue destituido por la Junta Nacional de Justicia por demoras en el proceso.

### «Prensa mermelera»
Desde los sucesos del fujimorato, aquella que se aprovecha de favorecer la imagen institucional de un gobierno de turno a cambio de beneficios económicos se le conoce como «prensa mermelera»; cuya palabra preyorativa «mermelada» atribuye al negocio ilícito, según la lingüista Martha Hildebrandt. Si bien el término es atribuido para ganar opinión pública, según Julio Calvo Pérez; detractores al oficialismo, incluido el presentador Phillip Butters, referencian ese término a la cuota económica que cede el Estado por el tiempo de publicidad aparecido en los medios de comunicación.
Los orígenes de la manipulación mediática se remontan a los representantes del fujimorismo, como Saúl Mankevish, Ricardo Winitsky y Daniel Borobio. Posteriormente, el término «mermelada» se ha utilizado de manera generalizada para referirse a tales prácticas, abarcando políticos de diversas ideologías. Entre los políticos de derecha que han empleado el término están Rafael López Aliaga y Luis Galarreta, mientras que entre los políticos de izquierda están Antauro Humala y Pedro Castillo. También se presenció dicho apelativo peyorativo en agresiones físicas y verbales contra reporteros durante las protestas en marzo de 2022, las protestas en diciembre de 2022 o la marcha sobre Lima de 2023, principalmente por parte de simpatizantes del expresidente Castillo.

### «Prensa alternativa»
Durante el gobierno de Pedro Castillo surgió la autodenominada «prensa alternativa» como un grupo de medios de comunicación afines a Castillo ante las denuncias de corrupción reveladas por la «prensa tradicional».  Se consideró como el único medio autorizado del oficialismo, y aquella organización Red Nacional de Prensa de Provincia fue la única partícipe en televisión nacional en septiembre de 2022. El término fue incubado por Vladimir Cerrón. Tuvo relevancia para mejorar la imagen de las propuestas del mandatario, que fue un medio predominante por sus seguidores incluso en las protestas de diciembre de 2022. Al año siguiente, con las protestas más organizadas, los líderes de opinión acordaron formar la Federación de Periodistas y Comunicadores Alternativos del Perú para cubrir los hechos.